# Audi A4
Audi A4 – samochód osobowy klasy średniej produkowany pod niemiecką marką Audi w latach 1994–2024.

## Pierwsza generacja

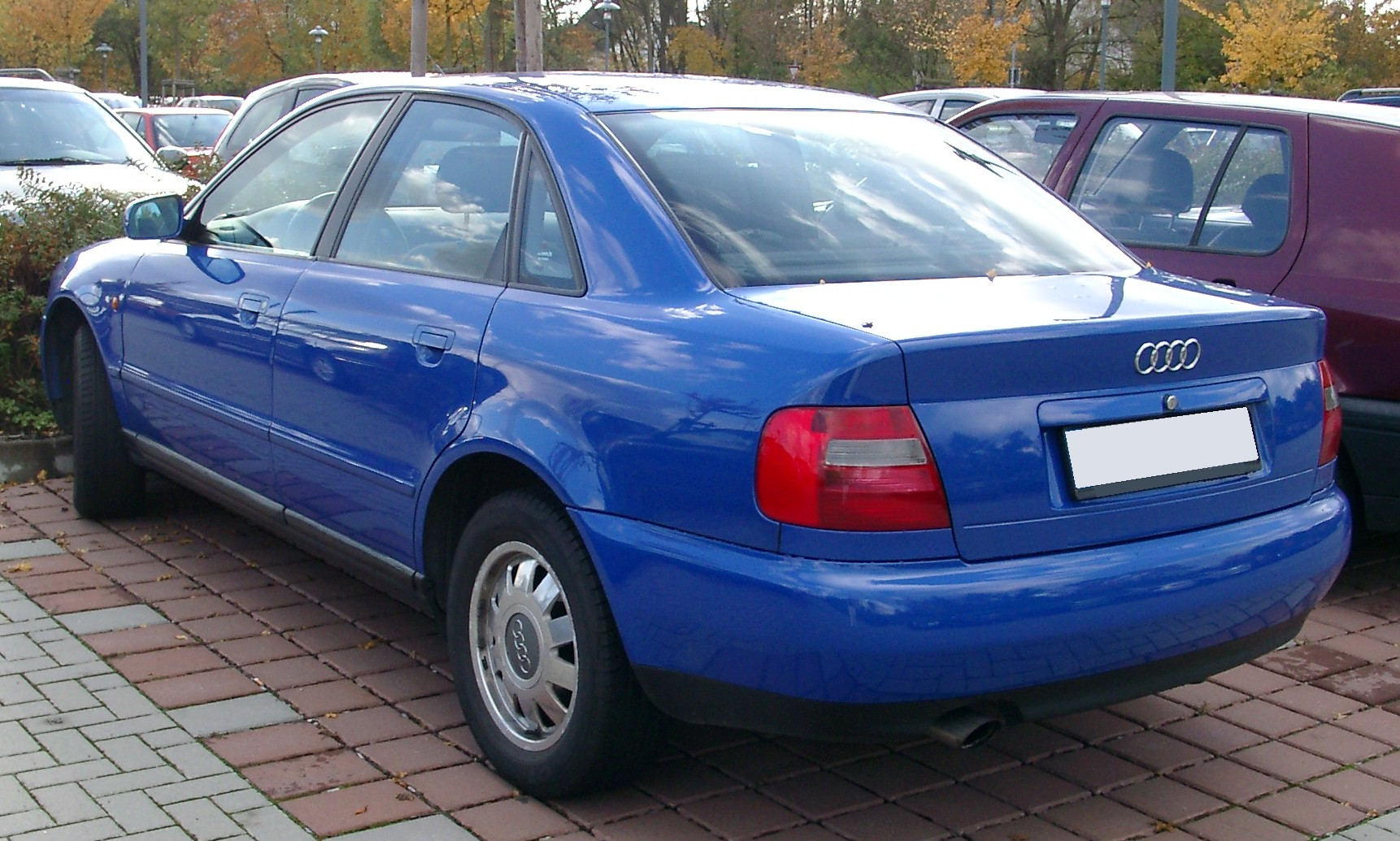
Audi A4 I (B5) – tył

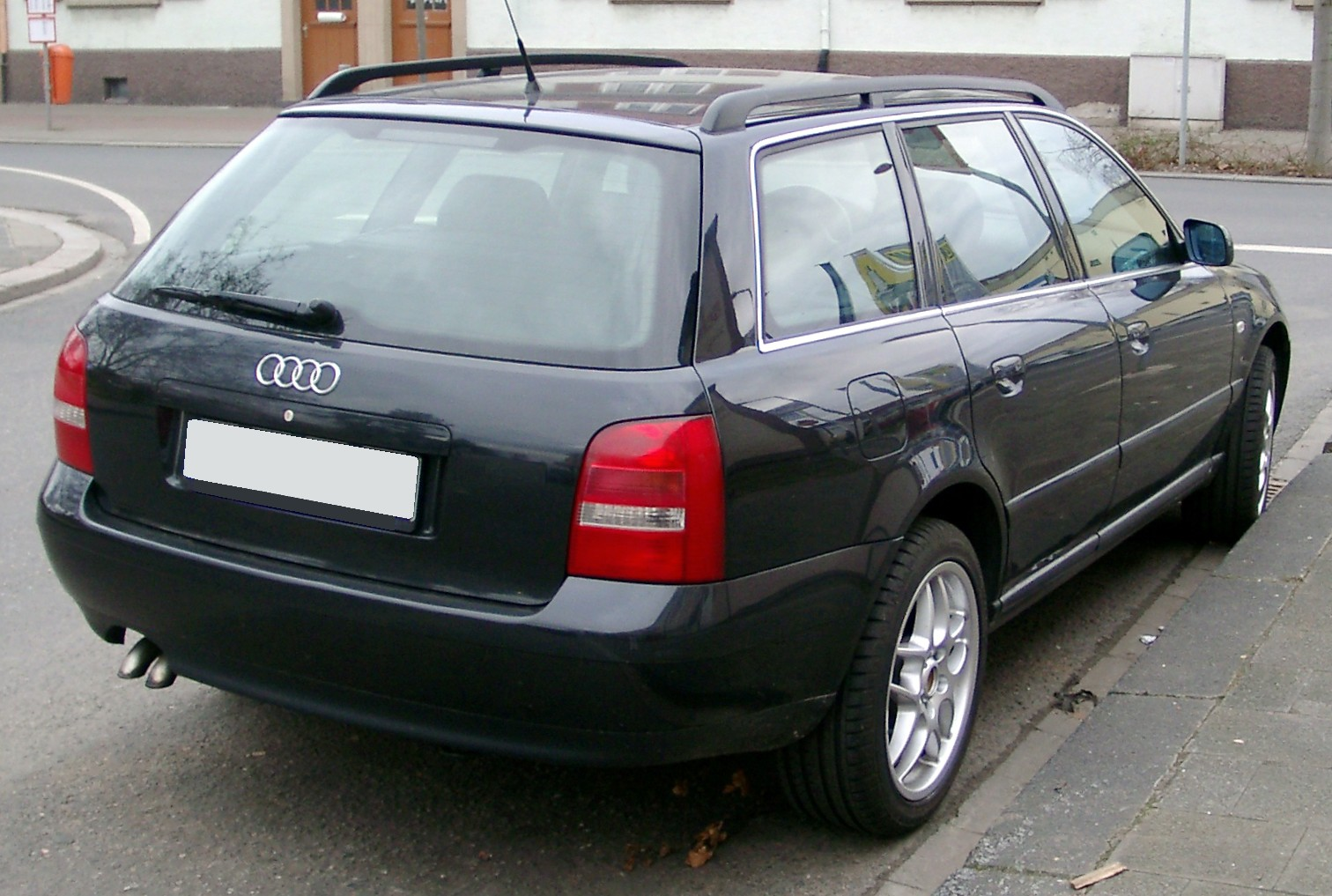
Audi A4 I Avant (B5)

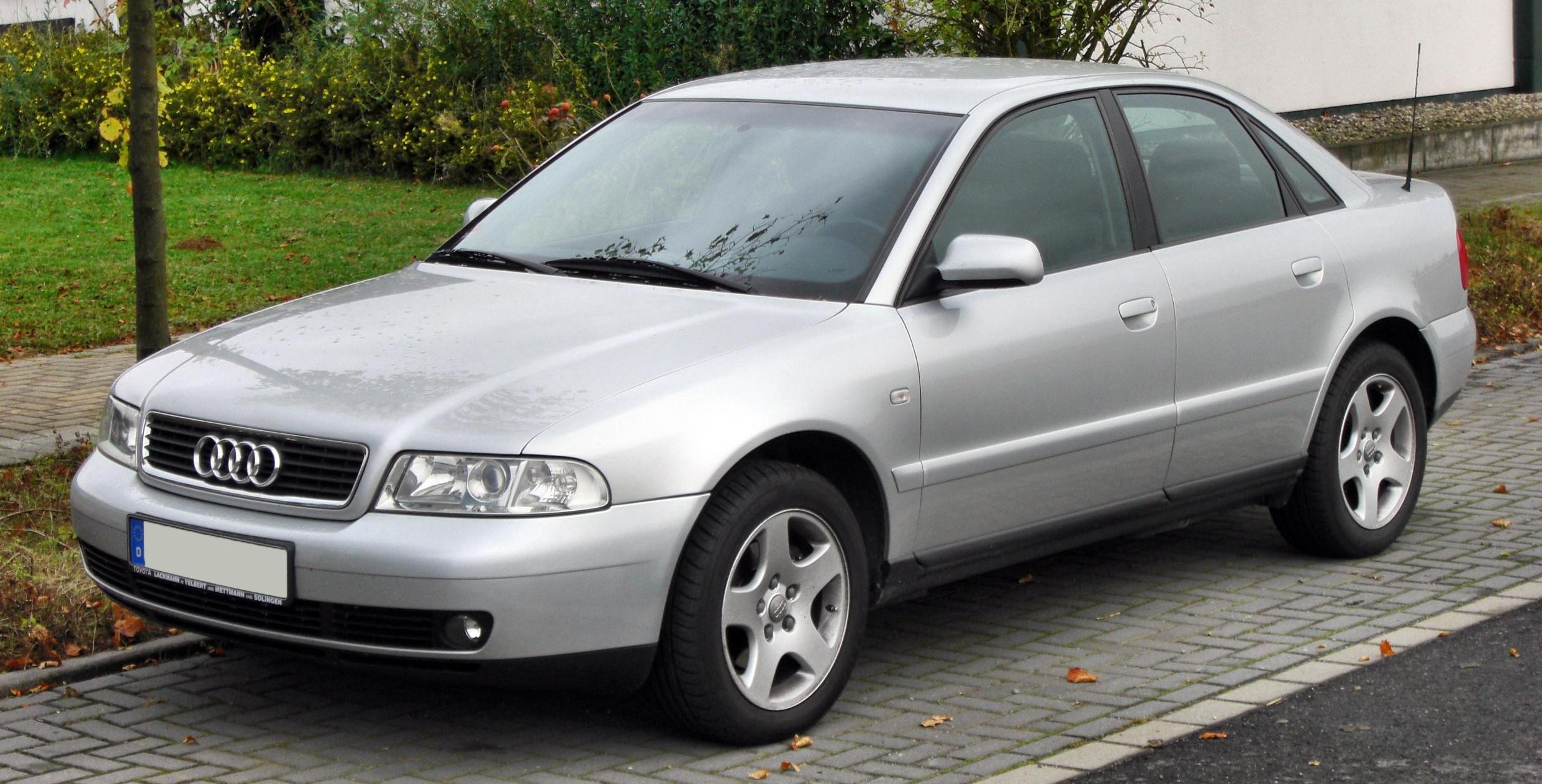
Audi A4 I (B5) po liftingu

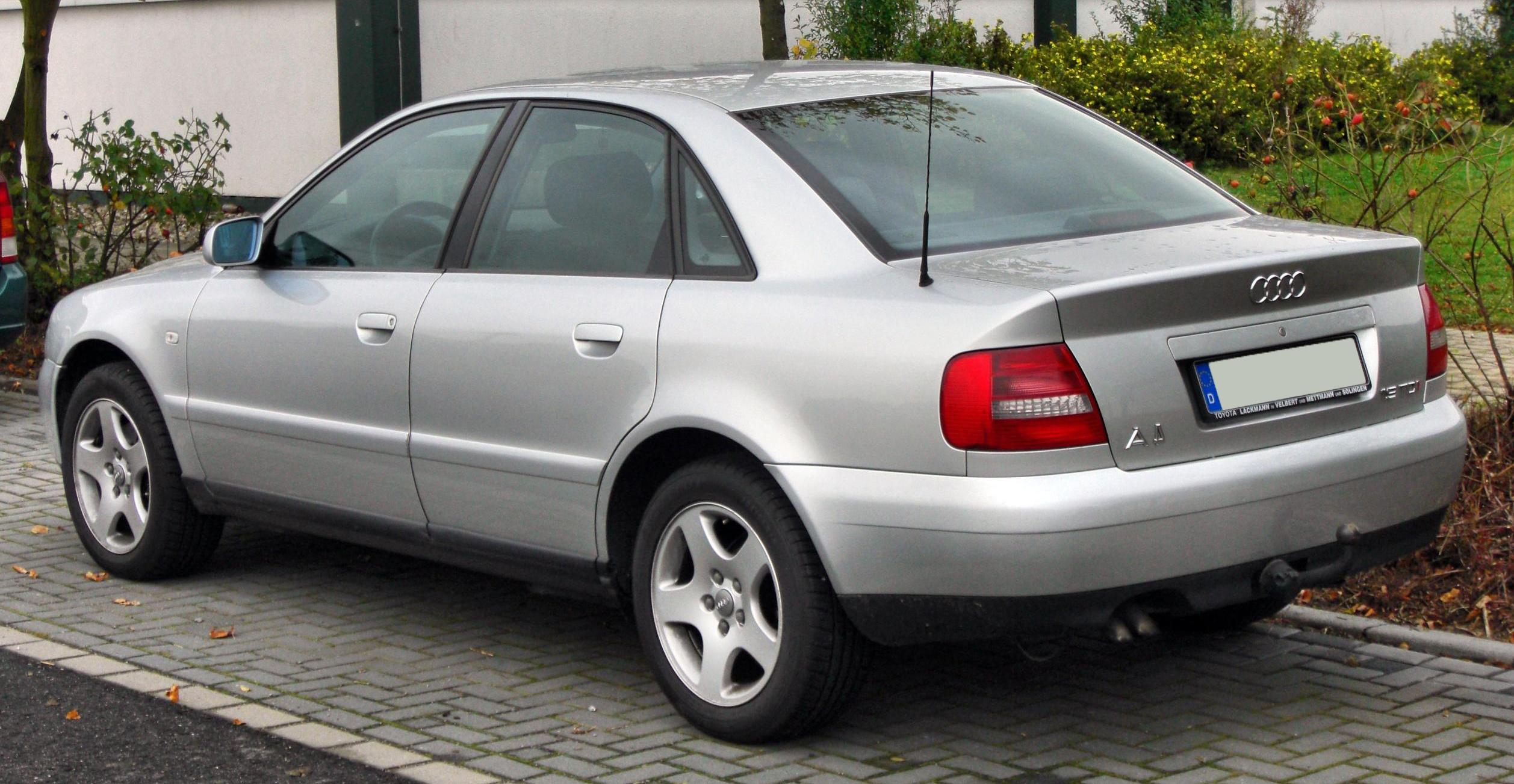
Tył A4 I (B5) po liftingu

Audi A4 I został zaprezentowany po raz pierwszy w 1994 roku.
Pierwsze wcielenie A4 zyskało kod fabryczny B5. Bazą do jego stworzenia była nowa płyta podłogowa grupy VAG oznaczona PL45 (od 1996 roku zastosowana również w Volkswagenie Passacie B5). Samochód standardowo wyposażony był w benzynowe silniki o pojemności 1,6 (ADP /AHL /ARM /ANA /ALZ), 1,8 (ADR /APT /ARG /AVV), 2,4 (APZ /AMM /AGA /ALF /APS /ARJ /AML), 2,6 (ACZ /ABC) i 2,8 (AAH /ACK / APR / AMX / ALG) L oraz diesle o pojemności 1,9 (AFF /1Z /AHU /AHH /AFN /AVG /AJM/ ATJ) i 2,5 (AFB /AKN) L, których moc przenoszona była na przednie koła. Później pojawiły się silniki: 1,8 Turbo (AEB /APU /ANB /AWT /AJL), 2,6 (ABC). Wprowadzono także wersję quattro z napędem na obie osie. Wersją topową Audi A4 był (do momentu pojawienia się RS4) model S4 wyposażony w doładowany silnik o pojemności 2,7 (AGB/AZB) L i mocy 265 KM. Można też spotkać A4 ze 170-konnym silnikiem 1,8 T (AWM) produkowanym na rynek USA oraz (AJL) ze 180-konnym silnikiem montowanym seryjnie w Europie również w Audi TT.
Nowością było użycie skrzyni biegów Tiptronic, która pozwalała na wybór manualnego lub automatycznego trybu pracy.
W 1996 roku zadebiutowała wersja kombi Audi A4 nazwana A4 Avant. W 1997 roku Audi A4 przeszło pierwszy lifting (numery podwozia: 8D-W-000001 do 8D-W-300000).
W tym roku również Audi wypuściło limitowaną wersje B5 STW z silnikiem AZK(1.8T o mocy 240KM) wypuszczona w ilości 55 sztuk na rynek niemiecki i japoński. Wszystkie miały kolor srebrny z czarnym wnętrzem. Wnętrze zostało zmodyfikowane, drewniane dekory podmieniono na karbonowe z modelu S4. Zwykła czarna gałka zmiany biegów została podmieniona na gałką o kolorze szczotkowanego aluminium. Z zewnątrz dodano charakterystyczną dokładkę STW na wzór montowanej w 1995 w wersji torowej. Auto przeszło szereg modyfikacji mechanicznych. Od 0–100 km/h auto przyśpieszało w 6 sekund. Prędkość maksymalna wynosiła 246 km/h. Audi S4 B5 po raz pierwszy zaprezentowano na Międzynarodowym Salonie Samochodowym od 11 do 21 września 1997 r. we Frankfurcie.
W 1999 roku Audi A4 przeszło drugi i tym razem dużo większy lifting. Okres produkcyjny modelu roku 1999 był kontynuowany po konserwacji modelu w okresie od 1 lutego 1999 r. do 30 czerwca 1999 r. (numery podwozia: 8D-X-200001 do 8D-X-400000). W tym roku wyposażenie było mieszane ze względu na opcje silnikowe z wyposażeniem z I liftu. Występował na przemian licznik z analogowym zegarem i cyfrowym zależnie od kodu silnika. Licznik analogowy występował z jednostkami z poprzednich lat np. AFN/AHU (1.9TDI), licznik z pełnego liftu trafił tylko do jednostek, które miały premierę wraz z II liftem, różnice były głównie w elektronice (wprowadzenie szyny CAN) i zmienionej obsłudze czujnika poziomu oleju. Nowością było też wskazywanie otwartych drzwi przy tzw. pełnym FIS w liczniku.
W 2000 roku model przeszedł kolejną modernizację, w sprzedaży były już tylko jednostki silnikowe nowe nie występujące wcześniej (część z nich została odmłodzona pod względem elektroniki), każde auto obsługiwane było już po szynie CAN (możliwość edycji ECU po kablu diagnostycznym). Najistotniejsze zmiany to licznik z białym podświetleniem, zastąpienie RNS-C nowszym RNS-D(DX) oraz wprowadzenie BNS-3 (wcześniej BNS-1). W S4 wprowadzono opcjonalne obudowy lusterek symetryczne aluminiowe (chrom). W tym roku wprowadzono również nowe pakiety wyposażeniowe Pro Line Sport (1/2000) oraz Pro Line Style (od 1/2000). W 2001 roku zmiany są minimalne i dotyczą głównie wyposażenia dostępnego w standardzie, pakiety wyposażenia łączą się w jeden Professional Line z charakterystycznym emblematem czerwonej poziomej kreski, oraz w przypadku jednostki 1,8T literki T na czerwono. Pakiet charakteryzuje się wyposażeniem: charakterystyczna tapicerka z fotelami w połowie wykończonymi skórą w wersji Sport i Recaro, zawieszenie obniżone o 20mm, listwy dekoracyjne aluminium, czarna podsufitka dostępne do tej pory tylko w S4/RS4. 17calowe felgi, oraz białe tarcze wskaźników.
W 2000 roku miał miejsce rynkowy debiut RS4, wersji kombi z silnikiem o mocy 380 KM.
W plebiscycie na Europejski Samochód Roku 1996 model zajął 3. pozycję (za Fiatem Bravo/Brava i Peugeotem 406).

### Dane techniczne
- Silnik

| Wersja                | Silnik:                            | Układ zasilania:   | Średnica × skok tłoka: | St. sprężania:     | Moc maksymalna:                                                               | Maks. moment obrotowy                                                 | 0–100 km/h:        | V-max:             | Zużycie paliwa     |
| Silniki benzynowe:    | Silniki benzynowe:                 | Silniki benzynowe: | Silniki benzynowe:     | Silniki benzynowe: | Silniki benzynowe:                                                            | Silniki benzynowe:                                                    | Silniki benzynowe: | Silniki benzynowe: | Silniki benzynowe: |
| --------------------- | ---------------------------------- | ------------------ | ---------------------- | ------------------ | ----------------------------------------------------------------------------- | --------------------------------------------------------------------- | ------------------ | ------------------ | ------------------ |
| 1.6                   | R4 1,6 l (1595 cm³), SOHC          | wtrysk Bo Mot      | 81,00 × 77,40 mm       | 10,3:1             | ADP 101 KM (74 kW)przy 5300 obr./min AHL, ARM, ANA 101KM (74kw)/5600 obr./min | ADP 140 Nm przy 3800 obr./min AHL, ARM, ANA 145 Nm przy 3800 obr./min | 12,4 s             | 190 km/h           | 8,0 l/100km        |
| 1.8                   | R4 1,8 l (1781 cm³), DOHC          | wtrysk Bo Mot      | 81,00 × 86,40 mm       | 10,3:1             | 125 KM (92 kW) przy 5800 obr./min                                             | 168 Nm przy 3500 obr./min                                             | 10,6 s             | 205 km/h           | 8,6 l/100km        |
| 1.8 T                 | R4 1,8 l (1781 cm³), DOHC, turbo   | wtrysk Bo Mot      | 81,00 × 86,40 mm       | 9,5:1              | 150 KM (110 KW) przy 5700 obr./min                                            | 210Nm przy 1750 obr./min                                              | 8,3 s              | 221 km/h           | 8,2 l/100km        |
| 1.8 T                 | R4 1,8 l (1781 cm³), DOHC, turbo   | wtrysk Bo Mot      | 81,00 × 86,40 mm       | 9,5:1              | 180 KM (132 KW) przy 5500 obr./min                                            | 235Nm przy 1750 obr./min                                              | 7,6 s              | 233 km/h           | 8,9 l/100km        |
| 2.4                   | V6 2,4 l (2393 cm³), DOHC          | wtrysk Bo Mot      | 81,00 mm × 77,40 mm    | 10,5:1             | 165 KM (121 KW) przy 6000 obr./min                                            | 230 Nm przy 3200 obr./min                                             | 8,2 s              | 226 km/h           | 9,4 l/100km        |
| 2.6                   | V6 2,6 l (2598 cm³), SOHC          | wtrysk Bo Mot      | 82,50 mm × 81,00 mm    | 10,0:1             | 150 KM (110 KW) przy 5750 obr./min                                            | 225 Nm przy 3500 obr./min                                             | 8,9 s              | 216 km/h           | 9,6 l/100km        |
| 2.8                   | V6 2,8 l (2771 cm³), SOHC          | b.d.               | b.d.                   | 10,0:1             | 174 KM (128 KW) przy 6050 obr./min                                            | 250 Nm przy 3000 obr./min                                             | 8,2 s              | 230 km/h           | 9,4 /100km         |
| 2.8                   | V6 2,8 l (2771 cm³), DOHC          | wtrysk Bo Mot      | 82,50 mm × 86,40 mm    | 10,6:1             | 193 KM (142 KW) przy 6000 obr./min                                            | 280 Nm przy 3200 obr./min                                             | 7,3 s              | 240 km/h           | 9,4l /100km        |
| S4                    | V6 2,7 l (2671 cm³), DOHC, biturbo | wtrysk Bo Mot      | 81,00 mm × 86,40 mm    | 9,3:1              | 265 KM (195 kW) przy 5800 obr./min                                            | 400 Nm przy 1850 obr./min                                             | 5,6 s              | 250 km/h           | 11,3 l/100km       |
| RS4                   | V6 2,7 l (2671 cm³), DOHC, biturbo | wtrysk Bo Mot      | 81,00 mm × 86,40 mm    | 9,0:1              | 381 KM (280 kW) przy 6500 obr./min                                            | 440 Nm przy 2500 obr./min                                             | 4,9 s              | 250(297)km/h       | 12,5 l/100km       |
| Silniki wysokoprężne: |                                    |                    |                        |                    |                                                                               |                                                                       |                    |                    |                    |
| 1.9 TDI               | R4 1,9 l (1896 cm³), SOHC          | pompa rotacyjna    | 79,50 mm × 95,50 mm    | 19,5:1             | 75 KM (55 KW) przy 4000 obr./min                                              | 150 Nm przy 1500 obr./min                                             | 15,9 s             | 172 km/h           | 5,3 l/100km        |
| 1.9 TDI               | R4 1,9 l (1896 cm³), SOHC          | pompa rotacyjna    | 79,50 mm × 95,50 mm    | 19,5:1             | 90 KM (66 KW) przy 4000 obr./min                                              | 202 Nm przy 1900 obr./min                                             | 13,5 s             | 182 km/h           | 5,4 l/100km        |
| 1.9 TDI               | R4 1,9 l (1896 cm³), SOHC          | pompa rotacyjna    | 79,50 mm × 95,50 mm    | 19,5:1             | 110 KM (81 KW) przy 4150 obr./min                                             | 235 Nm przy 1900 obr./min                                             | 11,3 s             | 195 km/h           | 5,3 l/100km        |
| 1.9 TDI               | R4 1,9 l (1896 cm³), SOHC          | pompowtryskiwacze  | 79,50 mm × 95,50 mm    | 19,5:1             | 115 KM (85 KW) przy 4000 obr./min                                             | 285 Nm przy 1900 obr./min                                             | 10,7 s             | 196 km/h           | 5,3 l/100km        |
| 1.9 TDI quattro       | R4 1,9 l (1896 cm³), SOHC          | pompowtryskiwacze  | 79,50 mm × 95,50 mm    | 19,5:1             | 115 KM (85 KW) przy 4150 obr./min                                             | 310 Nm przy 1900 obr./min                                             | 12,2 s             | 192 km/h           | 6,1 l/100km        |
| 2.5 TDI               | V6 2,5 l (2496 cm³), DOHC          | pompa rotacyjna    | 78,30 mm × 86,40 mm    | 19,5:1             | 150 KM (110 KW) przy 4000 obr./min                                            | 310 Nm przy 1500 obr./min                                             | 9,2 s              | 216 km/h           | 5,9 l/100km        |

- Podwozie
  - Zawieszenie przednie: czterowahaczowe, amortyzator teleskopowy, stabilizator poprzeczny
  - Zawieszenie tylne: zespolona oś skrętna (dla quattro konstrukcja wielowahaczowa), amortyzator teleskopowy, stabilizator poprzeczny
  - Hamulce przód/tył: tarczowe wentylowane/tarczowe
  - ABS i ASR
- Wymiary i masy
  - Rozstaw osi: 2617 mm (quattro: 2607 mm)
  - Rozstaw kół przód/tył: 1498/1479 mm
  - Masa własna: 1200–1540 kg
  - Masa całkowita: 1750–2090 kg
  - Pojemność bagażnika: 440 dm³ (sedan), 390/1250 dm³ (kombi)
  - Pojemność zbiornika paliwa: 62 l (quattro: 60 l)

## Druga generacja

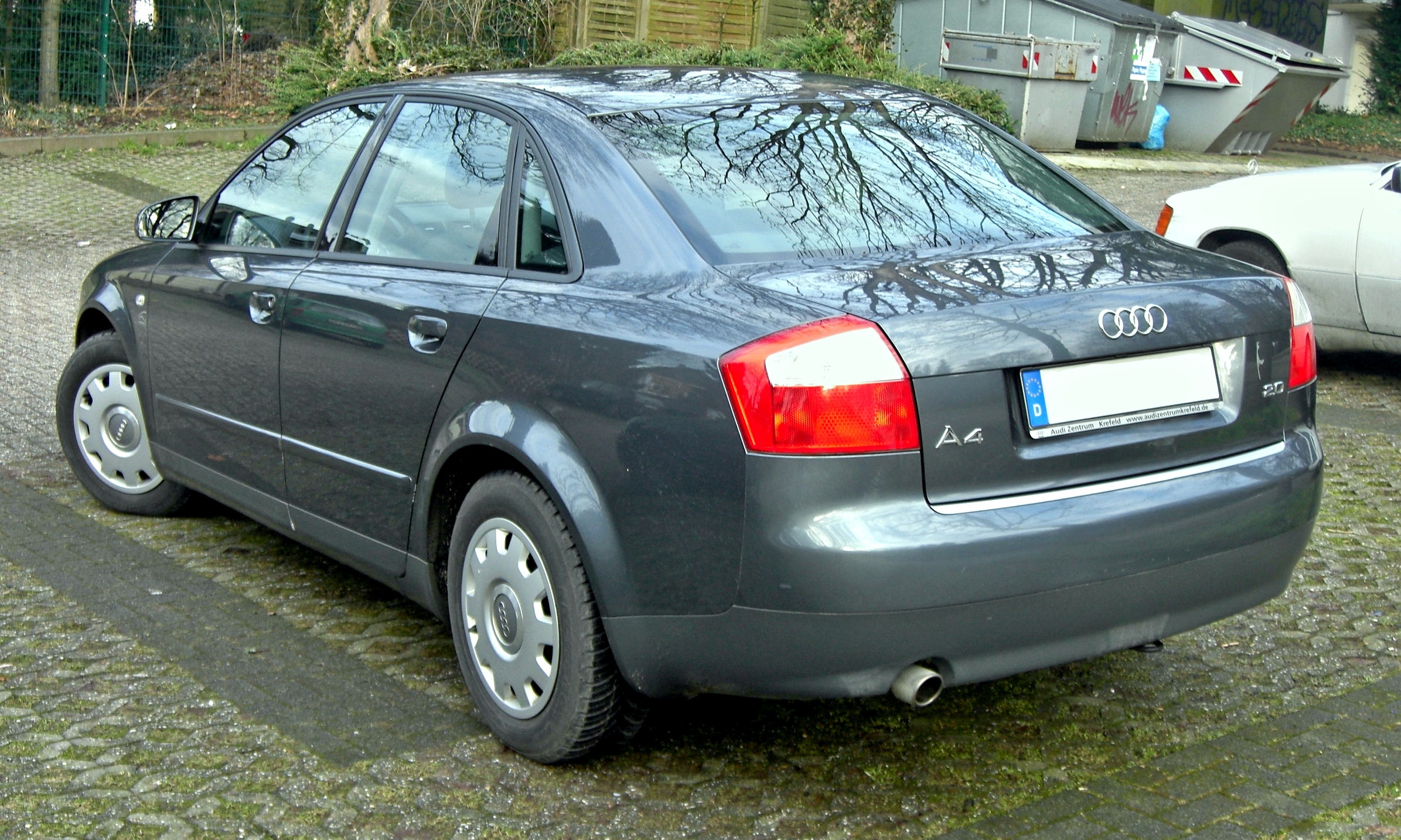
Audi A4 II (B6) – tył

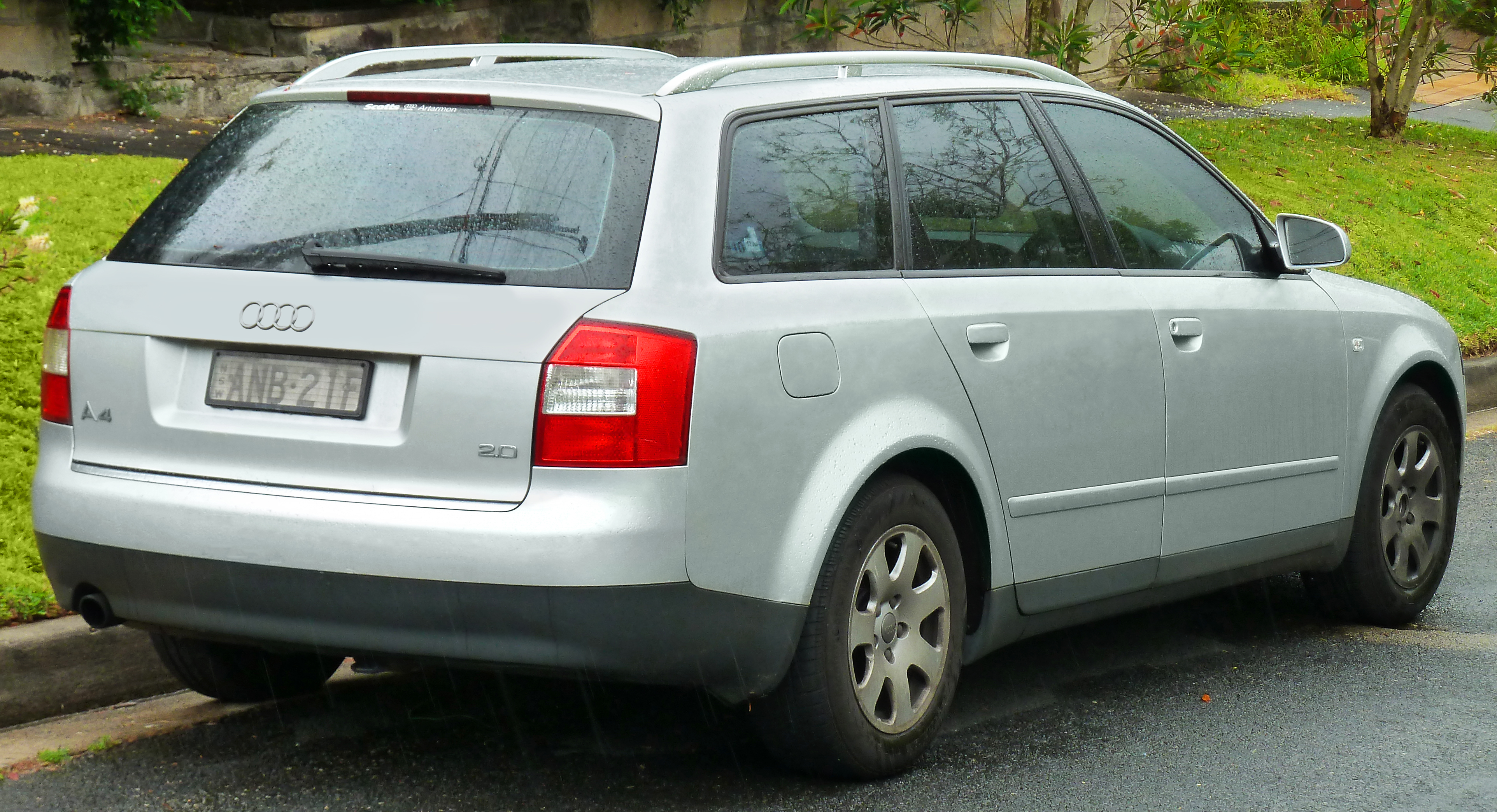
Audi A4 II Avant (B6)

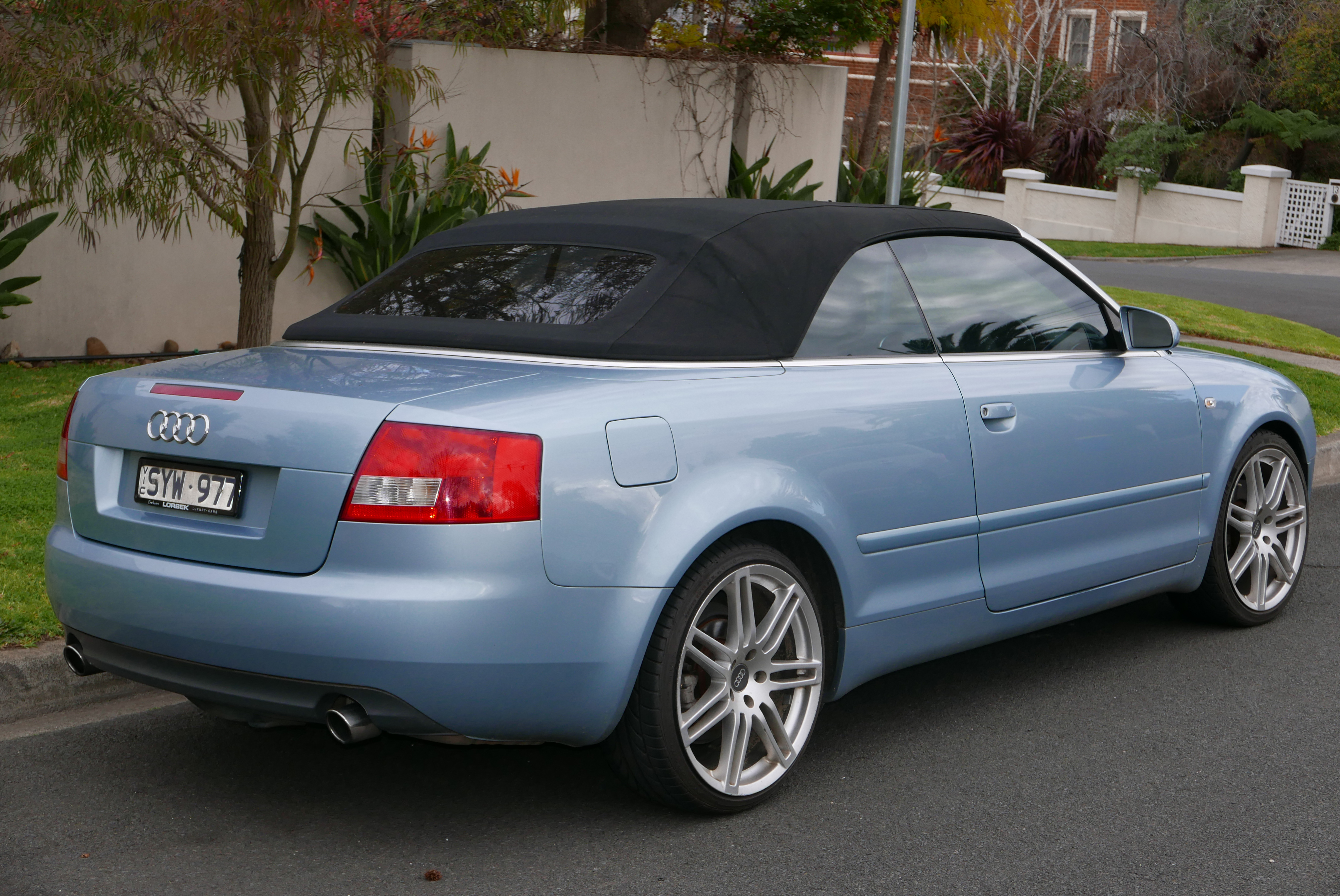
Audi A4 II Cabriolet (B6)

Audi A4 II zostało zaprezentowane po raz pierwszy w 2000 roku.
Pojazd oznaczony kodem fabrycznym B6 oparto na nowej płycie podłogowej PL46. Oprócz karoserii powiększono także o kilka centymetrów wnętrze, poprawiono właściwości jezdne i komfort dzięki zastosowaniu nowego zawieszenia wykonanego z aluminium. W składzie wyposażenia seryjnego znajdowały się m.in. ESP, wspomaganie hamulców i boczne poduszki powietrzne.
W 2001 roku wprowadzono na rynek nową wersję Avant, a w 2002 roku wprowadzono Audi A4 z silnikami FSI oraz wersję kabriolet z automatycznie składanym, płóciennym dachem, która zastąpiła Audi Cabriolet. Zaoferowano także nową wersję S4 z silnikiem V8 o mocy 344 KM.
Nowością było wprowadzenie bezstopniowej skrzyni biegów Multitronic dostarczonej przez zakłady LuK, która zastąpiła skrzynie Tiptronic w modelach z napędem na przednią oś.

### Dane techniczne
- Silnik

| Silnik    | Pojemność | Moc maksymalna                     | Maks. moment obrotowy          |
| --------- | --------- | ---------------------------------- | ------------------------------ |
| 1.6       | 1595 cm³  | 102 KM (75 kW) przy 5600 obr./min  | 148 Nm przy 3800 obr./min      |
| 1.8 T     | 1781 cm³  | 150 KM (110 KW) przy 5700 obr./min | 210 Nm przy 1750 obr./min      |
| 1.8 T     | 1781 cm³  | 163 KM (120 KW) przy 5700 obr./min | 225 Nm przy 1950 obr./min      |
| 1.8 T     | 1781 cm³  | 190 KM (140kW) przy 5700 obr./min  | 240 Nm przy 1980 obr./min      |
| 2.0       | 1984 cm³  | 130 KM (96 kW) przy 5700 obr./min  | 195 Nm przy 3300 obr./min      |
| 2.0 FSI   | 1984 cm³  | 150 KM (110kW) przy 6000 obr./min  | 200 Nm przy 3500 obr./min      |
| 2.4       | 2393 cm³  | 170 KM (125 kW) przy 6000 obr./min | 230 Nm przy 3200 obr./min      |
| 3.0       | 2976 cm³  | 220 KM (162 KW) przy 6300 obr./min | 300 Nm przy 3200 obr./min      |
| 4.2 V8 S4 | 4163 cm³  | 344 KM (253 kW) przy 7000 obr./min | 410 Nm przy 3500 obr./min      |
| 1.9 TDI   | 1896 cm³  | 101 KM (74 KW) przy 4000 obr./min  | 250 Nm przy 1900 obr./min      |
| 1.9 TDI   | 1896 cm³  | 115 KM (85 KW) przy 4000 obr./min  | 285 Nm przy 1750 obr./min      |
| 1.9 TDI   | 1896 cm³  | 130 KM (96 KW) przy 4000 obr./min  | 285 Nm przy 1750–2500 obr./min |
| 1.9 TDI   | 1896 cm³  | 130 KM (96 KW) przy 4000 obr./min  | 310 Nm przy 1900 obr./min      |
| 2.5 TDI   | 2496 cm³  | 163 KM (120 KW) przy 4000 obr./min | 350 Nm przy 1500 obr./min      |
| 2.5 TDI   | 2496 cm³  | 180 KM (132 KW) przy 4000 obr./min | 370 Nm przy 1500 obr./min      |

- Podwozie
  - Zawieszenie przednie: czterowahaczowe, amortyzator teleskopowy, stabilizator poprzeczny
  - Zawieszenie tylne: podwójny wahacz poprzeczny, sprężyna śrubowa, stabilizator poprzeczny
  - Hamulce przód/tył: tarczowe wentylowane/tarczowe
  - ABS i ASR
- Wymiary i masy
  - Rozstaw osi: 2650 mm
  - Rozstaw kół przód/tył: 1528/1526 mm
  - Masa własna: 1295–1590 kg
  - Masa całkowita: 1845–2140 kg
  - Pojemność bagażnika: 445 dm³ (sedan), 442/1184 dm³ (kombi)
  - Pojemność zbiornika paliwa: 70 l
- Osiągi

| Silnik      | 0–100 km/h | Prędkość maks. | Zużycie paliwa |
| ----------- | ---------- | -------------- | -------------- |
| 1.6         | 12,6 s     | 190 km/h       | 7,7 l/100km    |
| 2.0         | 9,9 s      | 212 km/h       | 7,9 l/100km    |
| 2.0 FSI     | 9,6 s      | 218 km/h       | 7,1 l/100km    |
| 1.8 T 150   | 8,6 s      | 228 km/h       | 8,2 l/100km    |
| 2.4         | 8,8 s      | 226 km/h       | 9,6 l/100km    |
| 1.8 T 190   | 8,2 s      | 236 km/h       | 8,6 l/100km    |
| 1.8 T 163   | 8,2 s      | 236 km/h       | 8,6 l /100km   |
| 3.0         | 6,9 s      | 245 km/h       | 9,5 l/100km    |
| 4.2 (S4)    | 5,6 s      | 250 km/h       | 13,4 l/100km   |
| 1.9 TDI 100 | 12,1 s     | 195 km/h       | 5,4 l/100km    |
| 1.9 TDI 115 | 11,2 s     | 201 km/h       | 5,6 l/100km    |
| 1.9 TDI 130 | 9,9 s      | 210 km/h       | 5,5 l/100km    |
| 2.5 TDI 163 | 8,8 s      | 227 km/h       | 6,8 l/100km    |
| 2.5 TDI 180 | 8,4 s      | 230 km/h       | 8,6 l/100km    |

## Trzecia generacja

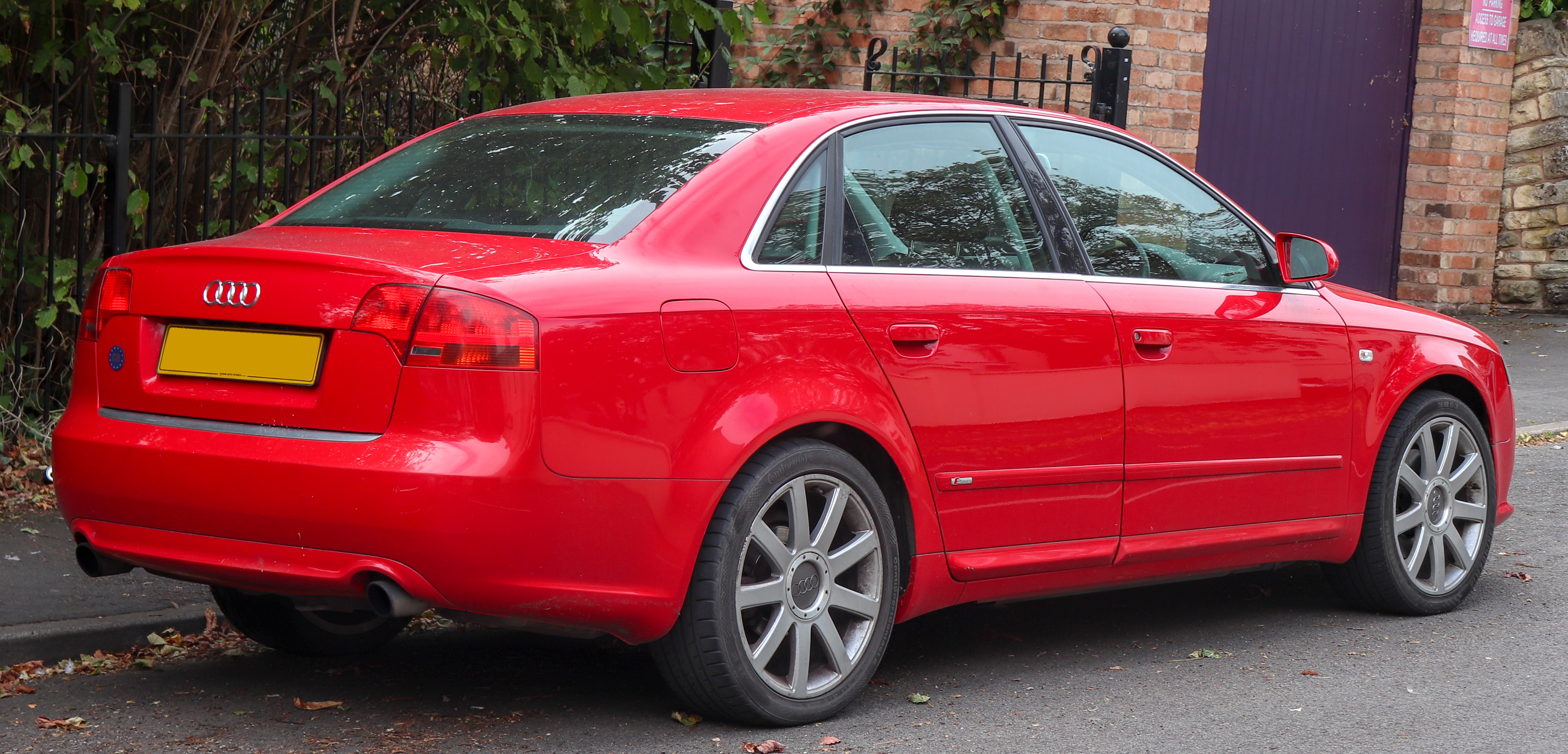
Audi A4 III (B7) – tył

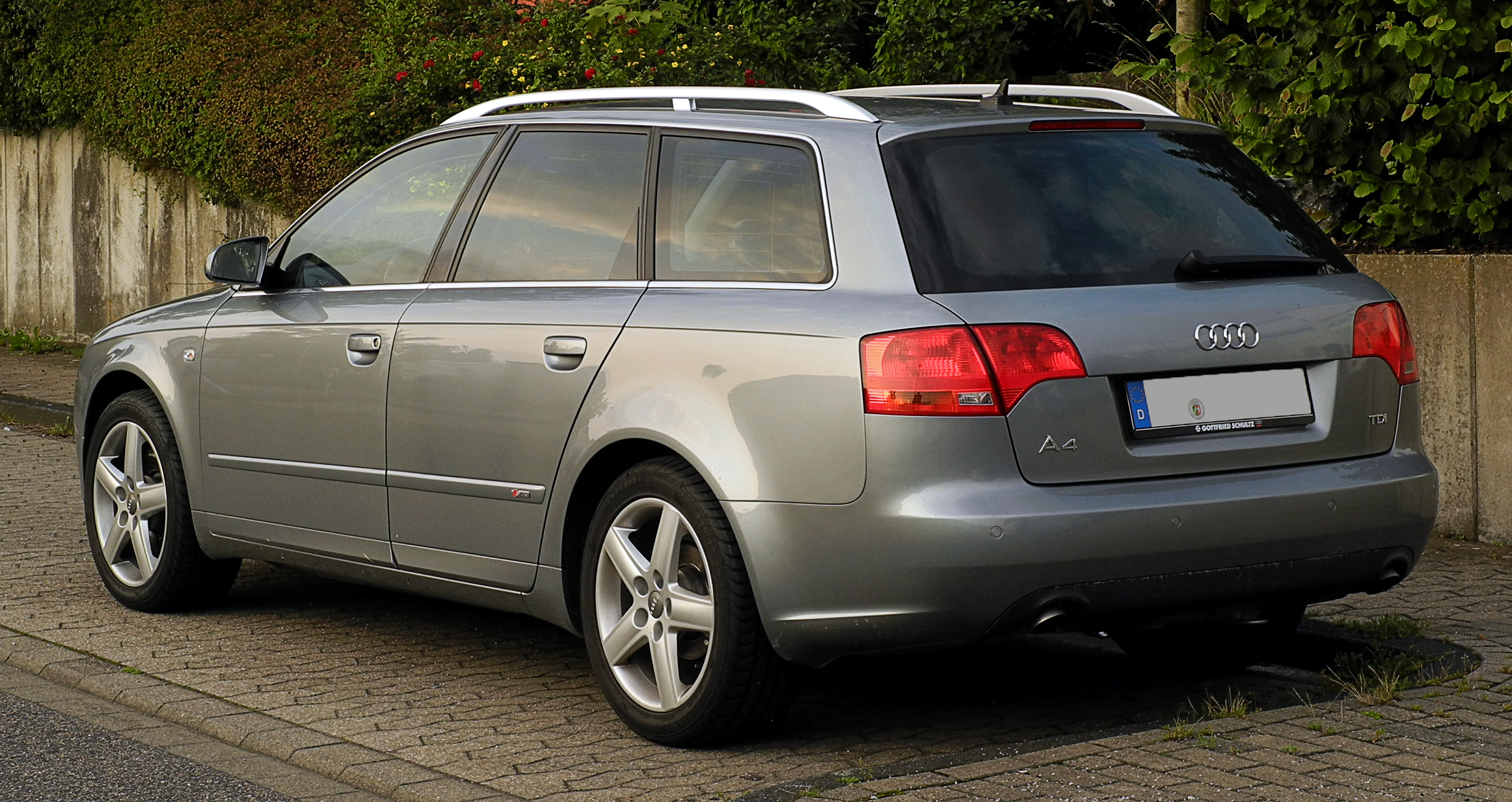
Audi A4 III Avant (B7)

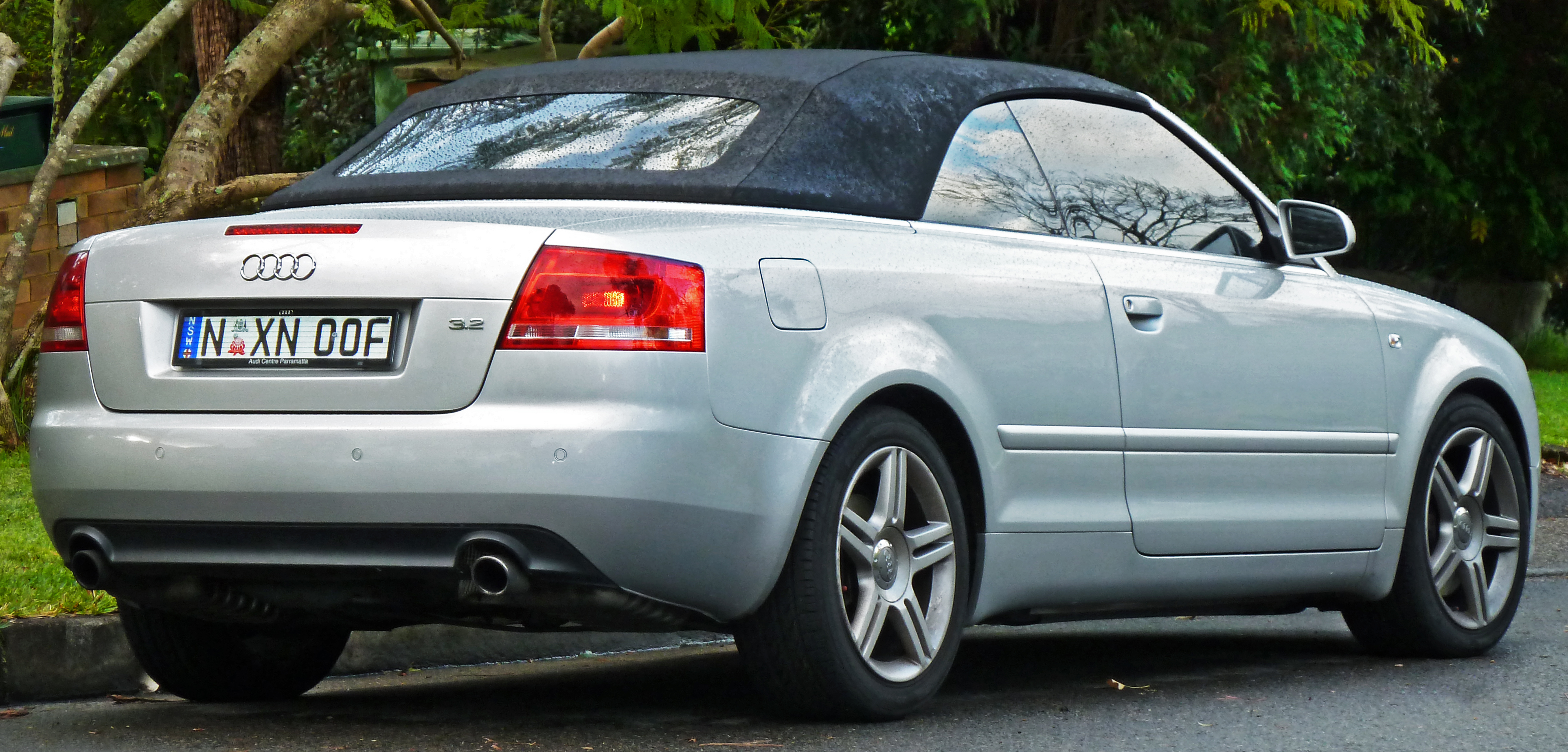
Audi A4 III Cabriolet (B7)

Audi A4 III zostało zaprezentowane po raz pierwszy jesienią 2004 roku.
De facto nie jest to zupełnie nowy model, a jedynie głęboko zmodernizowana druga generacja, co oznacza, że A4 III również zbudowano na płycie podłogowej PL46. Pomimo tego, samochód otrzymał kod fabryczny B7. Różnice dotyczą poprawionej stylizacji, dostępnej gamy silników, a także modyfikacji w instalacji elektrycznej i elektronice.
Od początku dostępne w dwóch wersjach: limuzyna i kombi (oznaczone jako Avant). Od początku roku 2006 w sprzedaży pojawiła się także wersja Cabriolet.
W unowocześnionych wersjach pojawiły się silniki 2.0 TFSI i 3.2 FSI oraz diesle TDI: 2.0 i 3.0. Wkrótce do tego grona dołączyła jednostka 2.7 TDI, która zastąpiła jej 2,5-litrowego odpowiednika.
Skrzynie biegów pozostały bez zmian, opcjonalne skrzynie automatyczne w wersjach z napędem na przednią oś dostarczane były ze skrzynią biegów Multitronic, a w wersjach quattro ze skrzynią Tiptronic.

### Dane techniczne
- Silnik

| Silnik   | Pojemność | Moc maksymalna                          | Maks. moment obrotowy          | dostępność |
| -------- | --------- | --------------------------------------- | ------------------------------ | ---------- |
| 1.6      | 1595 cm³  | 102 KM (75kW) przy 5600 obr./min        | 148 Nm przy 3800 obr./min      | 2004-2008  |
| 1.8 T    | 1781 cm³  | 163KM (120 KW) przy 5700 obr./min       | 225 Nm przy 1950 obr./min      | 2004-2008  |
| 2.0      | 1984 cm³  | 131 KM (96 kW) przy 5700 obr./min       | 195 Nm przy 3300 obr./min      | 2004-2008  |
| 2.0 TFSI | 1984 cm³  | 200 KM (147 KW) przy 5100 obr./min      | 280 Nm przy 1800 obr./min      | 2004-2008  |
| 3.2 FSI  | 3123 cm³  | 256 KM (188 kW) przy 6500 obr./min      | 330 Nm przy 3250 obr./min      | 2004-2008  |
| S4       | 4163 cm³  | 344 KM (253 KW) przy 7000 obr./min      | 410 Nm przy 3500 obr./min      | 2004-2008  |
| RS4      | 4163 cm³  | 420 KM (309 kW) przy 7800 obr./min      | 430 Nm przy 5500 obr./min      | 2006-2008  |
| 1.9 TDI  | 1896 cm³  | 116 KM (85 KW) przy 4000 obr./min       | 285 Nm przy 1900 obr./min      | 2004-2008  |
| 2.0 TDI  | 1968 cm³  | 140 KM (103 kW) przy 4000 obr./min      | 320 Nm przy 1750 obr./min      | 2004-2008  |
| 2.0 TDI  | 1968 cm³  | 170 KM (125 kW) przy 4200 obr./min      | 350 Nm przy 1750 obr./min      | 2006-2008  |
| 2.5 TDI  | 2496 cm³  | 163 KM (120 kW) przy 4000 obr./min      | 350 Nm przy 1400 obr./min      | 2004-2005  |
| 2.7 TDI  | 2698 cm³  | 180 KM (132 kW) przy 3300-4250 obr./min | 380 Nm przy 1400-3300 obr./min | 2005-2008  |
| 3.0 TDI  | 2967 cm³  | 204 KM (150 kW) przy 3500 obr./min      | 450 Nm przy 1400-3150 obr./min | 2004-2006  |
| 3.0 TDI  | 2967 cm³  | 233 KM (171 kW) przy 4000 obr./min      | 520 Nm przy 1400-3250 obr./min | 2005-2008  |

- Podwozie
  - Zawieszenie przednie: czterowahaczowe, kolumna resorująca, stabilizator poprzeczny
  - Zawieszenie tylne: oś wielowahaczowa, sprężyna śrubowa, stabilizator poprzeczny
  - Hamulce przód/tył: tarczowe wentylowane/tarczowe
  - ABS i ASR
- Wymiary i masy
  - Rozstaw osi: 2648 mm
  - Rozstaw kół przód/tył: 1522/1522 mm
  - Masa własna: 1300-1785kg
  - Masa całkowita: 1850–2260 kg
  - Pojemność bagażnika: 460 dm³ (sedan), 442/1184 dm³ (kombi)
  - Pojemność zbiornika paliwa: 63 l Napęd quattro. 70 l Napęd na przednie koła
- Osiągi

| Silnik      | 0–100 km/h | Prędkość maks. | Zużycie paliwa |
| ----------- | ---------- | -------------- | -------------- |
| 1.6         | 12,6 s     | 190 km/h       | 7,8 l/100km    |
| 1.8 T       | 8,6 s      | 228 km/h       | 8,2 l/100km    |
| 2.0         | 9,9 s      | 212 km/h       | 8 l/100km      |
| 2.0 TFSI    | 7,3 s      | 241 km/h       | 7,7 l/100km    |
| 3.2 FSI     | 6,8 s      | 250 km/h       | 9,3 l/100km    |
| S4          | 5,6 s      | 250 km/h       | 13,4 l/100km   |
| RS4         | 4,8 s      | 250 km/h       | 13,5 l/100km   |
| 1.9 TDI     | 11,2 s     | 211 km/h       | 6,3 l/100km    |
| 2.0 TDI 140 | 9,7 s      | 212 km/h       | 5,7 l/100km    |
| 2.0 TDI 170 | 8,6 s      | 228 km/h       | 5,8 l/100km    |
| 2.5 TDI     | 8,8 s      | 227 km/h       | 6,8 l/100km    |
| 2.7 TDI     | 8,4 s      | 230 km/h       | 6,7 l/100km    |
| 3.0 TDI     | 6,8 s      | 245 km/h       | 7,6 l/100km    |

## Czwarta generacja

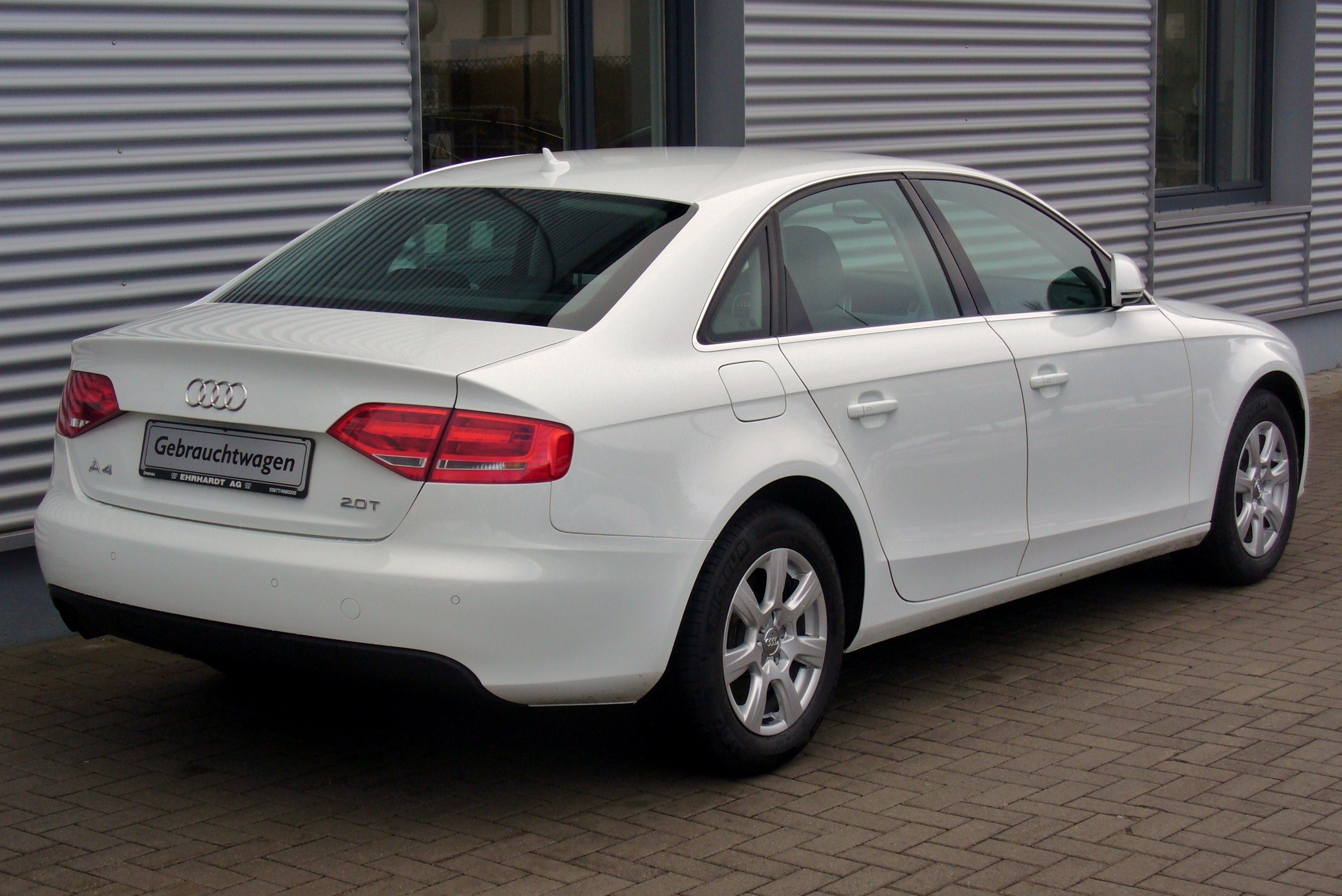
Audi A4 IV (B8) – tył

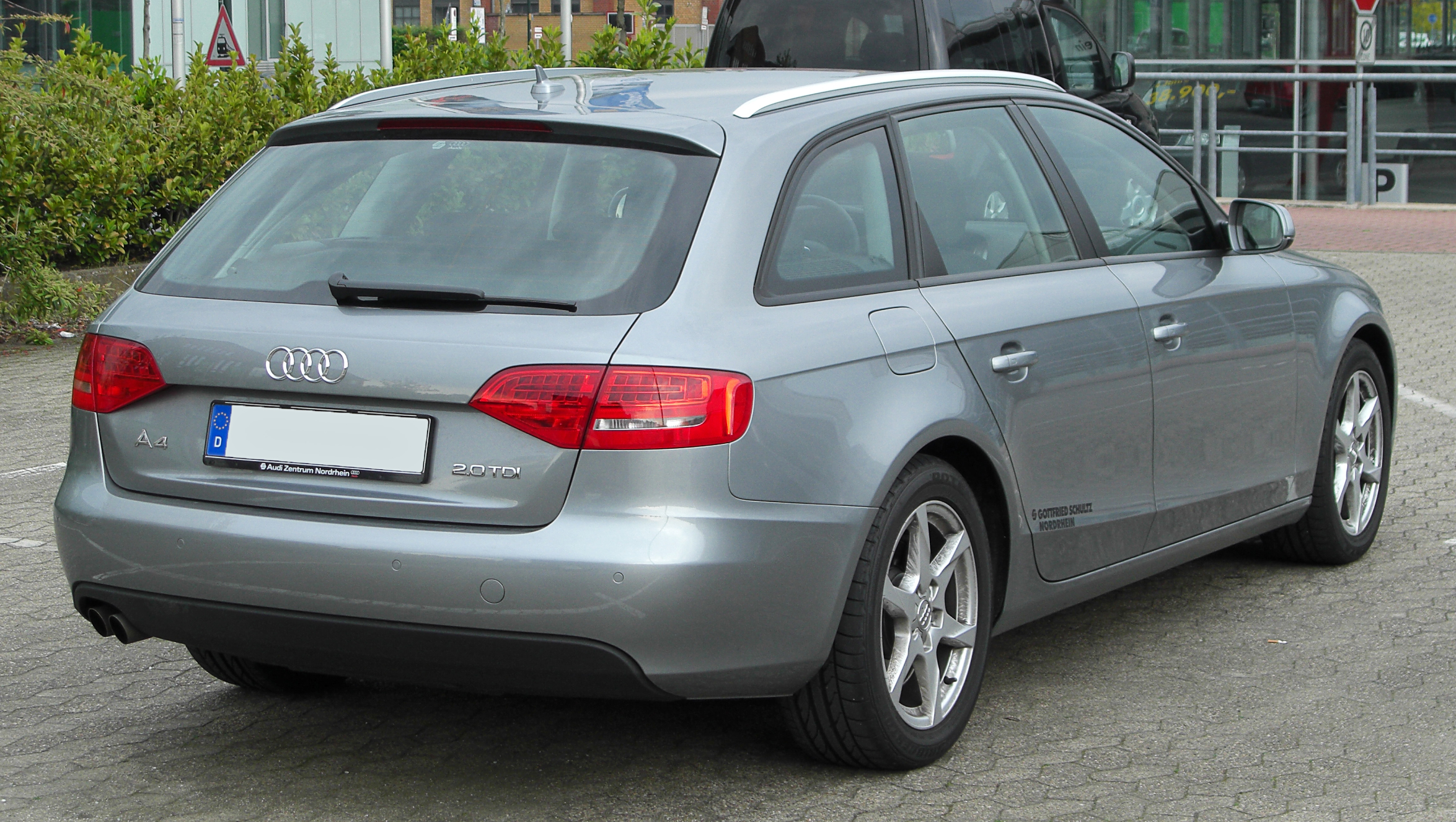
Audi A4 IV Avant (B8)

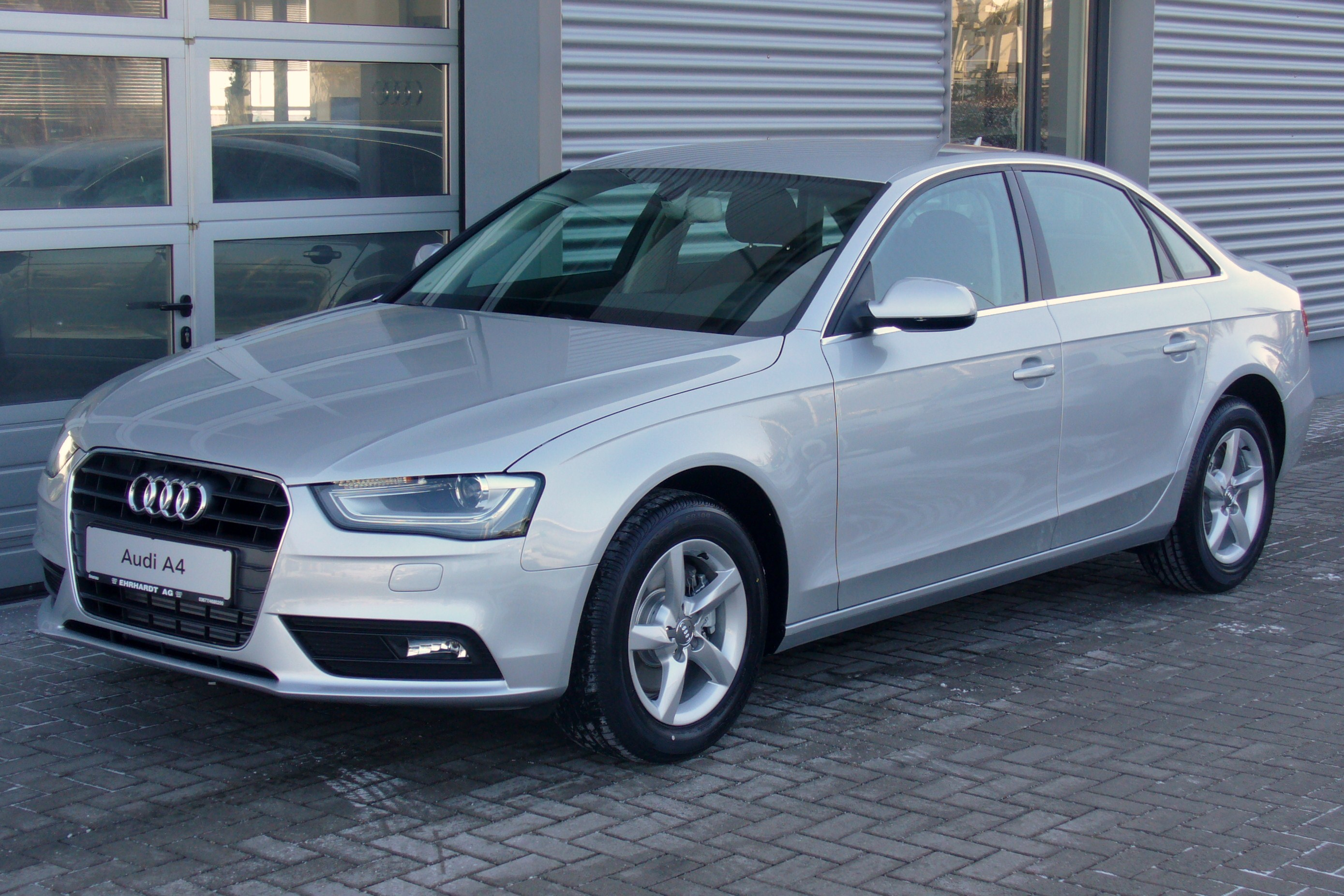
Audi A4 IV (B8) po liftingu

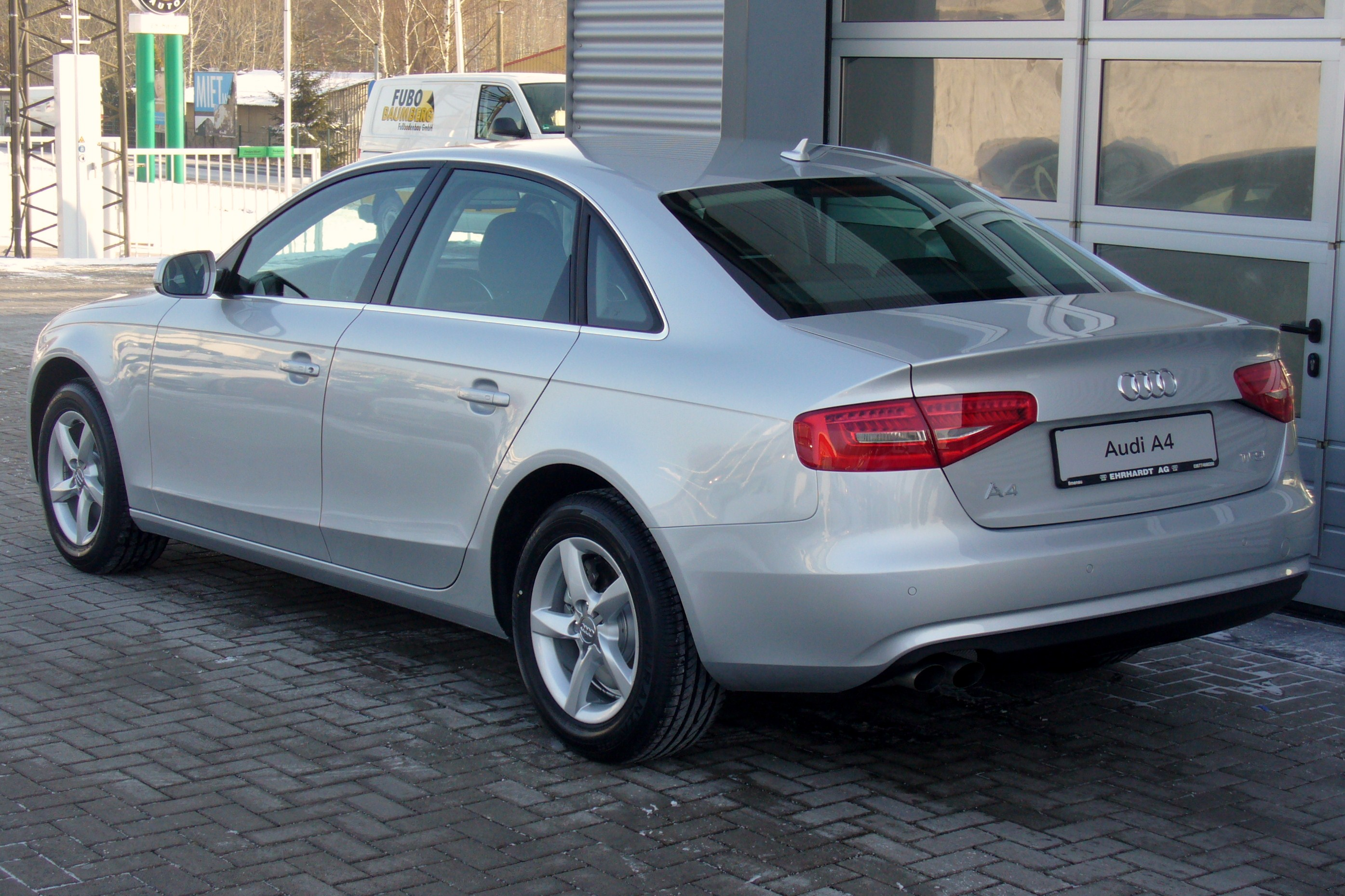
Audi A4 IV (B8) – tył po liftingu

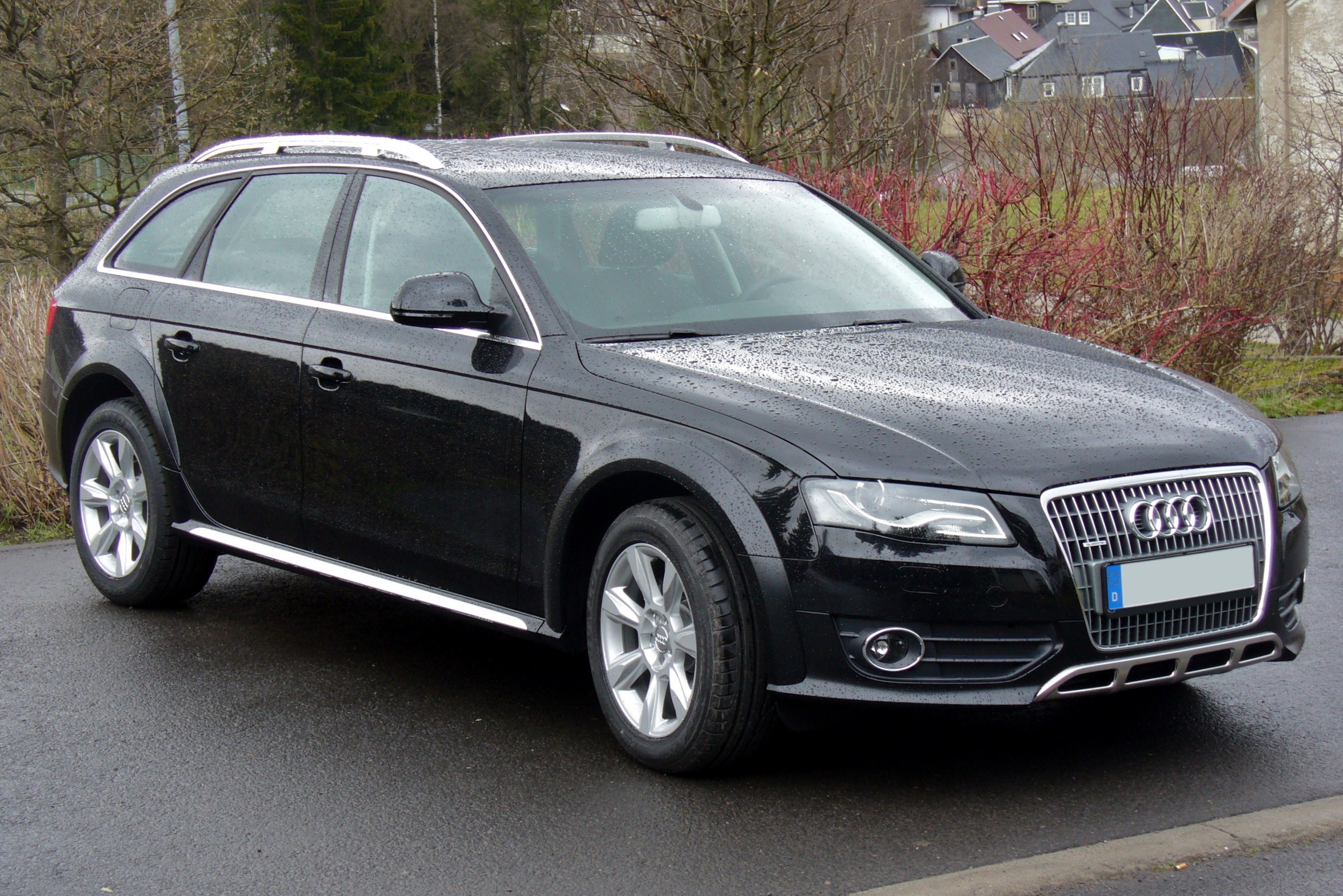
Audi A4 Allroad (B8)

Audi A4 IV zostało zaprezentowane po raz pierwszy we wrześniu 2007 roku.
Samochód oznaczono kodem fabrycznym B8. Premiera miała miejsce podczas Międzynarodowej Wystawy Samochodowej we Frankfurcie w 2007 roku. Wersję kombi zaprezentowano rok później podczas wystawy w Genewie. Od 2009 roku dostępna jest usportowiona wersja S4. W 2011 roku auto przeszło face lifting. W tym samym roku do oferty wprowadzono wersję Allroad. W roku 2012 na rynku pojawiła się sportowa wersja modelu – RS4, oferowana wyłącznie jako Avant.
Od roku 2009 na chińskim rynku oferowana jest produkowana lokalnie, w zakładach w Changchun, wersja A4L z przedłużonym o 60 mm rozstawem osi.
Model B8 zbudowany jest w oparciu o koncepcję modułowej, podłużnej budowy karoserii, stosowanej przez Audi dla samochodów z silnikiem umieszczonym podłużnie.

### Silniki
Zastosowano silniki tak jak dotychczas z bezpośrednim wtryskiem paliwa oznaczane odpowiednio jako TFSI względnie FSI albo TDI, mianowicie:
- silniki benzynowe, wszystkie z 4 zaworami na cylinder
  - podstawową jednostką jest nowa konstrukcja silnika rzędowego 4-cylindrowego z doładowaniem (turbo) 1.8 TFSI o mocy 120 KM oraz jego mocniejsza wersja o mocy początkowo 160 KM, później zwiększonej do 170 KM, w których zastosowano nową konstrukcję napędu wałka rozrządu przekładnią łańcuchową
  - 4-cylindrowy silnik rzędowy 2.0 o mocy 180 KM, wersja wzmocniona o mocy 211 KM z napędem na 4 koła quattro. W roku 2013 poddany przeprojektowaniu i od tego momentu jego moc wzrosła do 225 KM
  - 6-cylindrowa jednostka 3.0 TFSI o mocy 272 KM i jego wersja 333 KM montowana w modelu S4. Obie dostępne w połączeniu z napędem na cztery koła quattro
  - Ulepszony silnik 3.2 V6 FSI o mocy 265 KM, w którym zastosowano między innymi system zmiennego skoku zaworów ssących Audi valvelift oraz powiększono nieznacznie średnicę cylindrów, co dało zwiększenie mocy zaledwie o 10 KM, jednak uzyskano maksymalny moment obrotowy 330 Nm w zakresie od 3000 do 5000 obrotów na minutę, montowany tylko z napędem na 4 koła quattro
  - supertopową wersją jest model RS4 z silnikiem V8 4.2 FSI o mocy 450 KM i napędzie na 4 koła quattro
- silniki wysokoprężne TDI wyposażone seryjnie w filtr cząstek stałych w układzie wydechowym, 4 zawory na cylinder
  - Na początku roku 2014 gama silnikowa oferowana w Audi A4 została wzbogacona o nową jednostkę napędową 2.0 TDI ultra o mocy 100 kW (136 KM), 120 kW (163 KM) lub 140 kW (190 KM). Określenie „ultra” oznacza wzorcową, zrównoważoną mobilność z pełnymi możliwościami codziennego użytkowania. Zużycie paliwa takiej jednostki w jeździe mieszanej od 3,9 do 4,6 l na 100 km, emisja dwutlenku węgla od 104 do 119 g na km.
  - jednostka 2.0 TDI o mocy 120 KM,
  - silnik wysokoprężny rzędowy czterocylindrowy 2.0 TDI (143 KM) z ulepszonym systemem wtrysku paliwa Common rail, oraz jego mocniejsza wersja o mocy 177 KM,
  - nowy silnik sześciocylindrowy w układzie V 3.0 TDI rozwijający 204 KM z napędem na przednią oś i moc 240KM, a w nowszych rocznikach 245 KM z napędem na 4 koła quattro

### Skrzynie biegów
Do wyboru są cztery przekładnie: nowa 6-stopniowa manualna, oraz trzy skrzynie automatyczne: skrzynia bezstopniowa Multitronic występująca z napędem na przednią oś i skrzynia S-tronic lub Tiptronic połączona z napędem quattro.

### Dane techniczne
|                                                    | 1.8 TFSI                  | 1.8 TFSI                   | 1.8 TFSI                         | 2.0 TFSI                   | 2.0 TFSI                   | 2.0 TFSI                                           | 2.0 TFSI                                           | 3.0 TFSI                         | 3.0 TFSI (S4)                                    | 3.2 FSI | 4.2 FSI (RS4 Tylko wersja Avant) |
| -------------------------------------------------- | ------------------------- | -------------------------- | -------------------------------- | -------------------------- | -------------------------- | -------------------------------------------------- | -------------------------------------------------- | -------------------------------- | ------------------------------------------------ | --- | -------------------------------- |
| Dostępność dla zamawiających:                      | od 01/2008                | 09/2007–08/2011            | od 07/2011                       | od 10/2009                 | 04/2008–10/2011            | 04/2008–04/2013                                    | od 04/2013                                         | od 02/2012                       | od 11/2008                                       | 09/2007–08/2011 | od 06/2012                       |
| Typ silnika:                                       | rzędowy                   | rzędowy                    | rzędowy                          | rzędowy                    | rzędowy                    | rzędowy                                            | rzędowy                                            | silnik widlasty                  | silnik widlasty                                  | silnik widlasty | silnik widlasty                  |
| Doładowanie silnika:                               | Turbosprężarka            | Turbosprężarka             | Turbosprężarka                   | Turbosprężarka             | Turbosprężarka             | Turbosprężarka                                     | Turbosprężarka                                     | Kompresor                        | Kompresor                                        | – | –                                |
| Cylindry/Zawory                                    | 4/16                      | 4/16                       | 4/16                             | 4/16                       | 4/16                       | 4/16                                               | 4/16                                               | 6/24                             | 6/24                                             | 6/24 | 8/32                             |
| Pojemność:                                         | 1798 cm³                  | 1798 cm³                   | 1798 cm³                         | 1984 cm³                   | 1984 cm³                   | 1984 cm³                                           | 1984 cm³                                           | 2995 cm³                         | 2995 cm³                                         | 3197 cm³ | 4163 cm³                         |
| Maksymalna moc przy liczbie obrotów−1:             | 88 kW (120 PS)/ 3650–6200 | 118 kW (160 PS)/ 4500–6200 | 125 kW (170 PS)/ 3800–6200       | 132 kW (180 PS)/ 4000–6000 | 132 kW (180 PS)/ 4000–6000 | 155 kW (211 PS)/ 4300–6000                         | 165 kW (225 PS)/ 4500–6250                         | 200 kW (272 PS)/ 4780–6500       | 245 kW (333 PS)/ 5500–7000                       | 195 kW (265 PS)/ 6500 | 331 kW (450 PS)/ 8250            |
| Maksymalny moment obrotowy przy liczbie obrotów−1: | 230 Nm/ 1500–3650         | 250 Nm/ 1500–4800          | 320 Nm/ 1400–3700                | 320 Nm/ 1500–3900          | 320 Nm/ 1500–3900          | 350 Nm/ 1500–4200                                  | 350 Nm/ 1500–4500                                  | 400 Nm/ 2150–4780                | 440 Nm/ 2900–5300                                | 330 Nm/ 3000–5000 | 430 Nm/ 4000–6000                |
| Rodzaj napędu, standardowo:                        | Napęd na oś przednią      | Napęd na oś przednią       | Napęd na oś przednią             | Napęd na oś przednią       | Napęd na oś przednią       | Napęd na oś przednią                               | Napęd na oś przednią                               | Napęd na 4 koła                  | Napęd na 4 koła                                  | napęd na oś przednią | napęd na 4 koła                  |
| Rodzaj napędu, opcjonalnie:                        | –                         | napęd na 4 koła            | napęd na 4 koła                  | napęd na 4 koła            | napęd na 4 koła            | napęd na 4 koła                                    | napęd na 4 koła                                    | –                                | –                                                | napęd na 4 koła | –                                |
| Skrzynia biegów, standardowo:                      | 6-biegowa, manualna       | 6-biegowa, manualna        | 6-biegowa, manualna              | 6-biegowa, manualna        | 6-biegowa, manualna        | 6-biegowa, manualna                                | 6-biegowa, manualna                                | 7-biegowa S tronic               | 6-biegowa, manualna/(od 2012) 7-biegowa S tronic | 6-biegowa, manualna | 7-biegowa S tronic               |
| Skrzynia biegów, opcjonalnie:                      | multitronic               | multitronic                | multitronic                      | –                          | multitronic                | multitronic 7-biegowa S tronic/ 7-biegowa S tronic | multitronic 7-biegowa S tronic/ 7-biegowa S tronic | –                                | 7-biegowa S tronic                               | multitronic multitronic przy napędzie na przednią oś, 6-biegowa tiptronic przy napędzie na cztery koła/ 6-biegowa tiptronic | –                                |
| Masa własna pojazdu:                               | 1485–1590 kg              | 1485–1625 kg               | 1505–1635 kg                     | 1505–1650 kg               | 1505–1650 kg               | 1510–1725 kg                                       | 1525–1725 kg                                       | 1735–1790 kg                     | 1725–1825 kg                                     | 1605–1735 kg | 1870 kg                          |
| Maksymalna ładowność:                              | 550–570 kg                | 550–570 kg                 | 550–570 kg                       | 550–570 kg                 | 550–570 kg                 | 550–570 kg                                         | 550–570 kg                                         | 550–570 kg                       | 550–570 kg                                       | 550–570 kg | 570 kg                           |
| Przyspieszenie 0–100 km/h:                         | 10,5–10,8 s               | 8,6–8,9 s                  | 7,9–8,3 s                        | 7,7–8,1 s                  | 7,7–8,6 s                  | 6,5–7,4 s                                          | 6,4–6,9 s                                          | 5,9–6,1 s                        | 5,0–5,4 s                                        | 6,2–6,6 s | 4,7 s                            |
| Prędkość maksymalna:                               | 191–208 km/h              | 210–225 km/h               | 215–230 km/h                     | 224–236 km/h               | 218–236 km/h               | 230–250 km/h                                       | 234–250 km/h                                       | 250 km/h (ograniczona)           | 250 km/h (ograniczona)                           | 250 km/h (ograniczona) | 250 km/h (ograniczona)           |
| Średnie zużycie paliwa na 100 km:                  | 6,5–7,5 l E 95            | 7,1–7,9 l E 95             | 5,7–6,5 l E 95                   | 6,2–6,9 l E 95             | 6,2–7,5 l E 95             | 6,0–8,3 l E 95                                     | 5,8–7,1 l E 95                                     | 7,5–8,4 l E 95                   | 7,7–10,2 l E 95                                  | 8,2–9,3 l E 95 | 10,7 l E 98                      |
| Średnia emisja CO2:                                | 151–174 g/km              | 164–184 g/km               | 134–149 g/km                     | 144–174 g/km               | 144–174 g/km               | 140–194 g/km                                       | 136–164 g/km                                       | 174–197 g/km                     | 178–239 g/km                                     | 192–220 g/km | 249 g/km                         |
| Norma emisji spalin wg klasyfikacji UE:            | Euro 5                    | Euro 5                     | Euro 6 do kwietnia 2013 – Euro 5 | Euro 5                     | Euro 5                     | Euro 5                                             | Euro 6                                             | Euro 6 do kwietnia 2013 – Euro 5 | Euro 6 do kwietnia 2013 – Euro 5                 | Euro 5 | Euro 5                           |

|                                         | 2.0 TDI (DPF)                                        | 2.0 TDI (DPF)                                               | 2.0 TDI (DPF)                           | 2.0 TDI (DPF)                                                                         | 2.0 TDI (DPF)                                               | 2.0 TDI (DPF)                           | 2.0 TDI (DPF) | 2.0 TDI clean diesel                                                                                                | 2.7 TDI (DPF)                            | 3.0 TDI (DPF)                            | 3.0 TDI (DPF) | 3.0 TDI (DPF)                                                                                   |
| --------------------------------------- | ---------------------------------------------------- | ----------------------------------------------------------- | --------------------------------------- | ------------------------------------------------------------------------------------- | ----------------------------------------------------------- | --------------------------------------- | --- | --- | ---------------------------------------- | ---------------------------------------- | --- | ----------------------------------------------------------------------------------------------- |
| Dostępność dla zamawiających:           | od 04/2008                                           | od 04/2009                                                  | 09/2007–04/2013                         | od 04/2013                                                                            | od 11/2011                                                  | 02/2008–11/2011                         | od 07/2011 | od 03/2014 | 09/2007–11/2011                          | od 11/2011                               | 09/2007–11/2011 | od 07/2011                                                                                      |
| Rodzaj silnika:                         | Rzędowy, wtrysk bezpośredni Common Rail              | Rzędowy, wtrysk bezpośredni Common Rail                     | Rzędowy, wtrysk bezpośredni Common Rail | Rzędowy, wtrysk bezpośredni Common Rail                                               | Rzędowy, wtrysk bezpośredni Common Rail                     | Rzędowy, wtrysk bezpośredni Common Rail | Rzędowy, wtrysk bezpośredni Common Rail                                                                             | Rzędowy, wtrysk bezpośredni Common Rail                                                                             | widlasty, wtrysk bezpośredni Common Rail | widlasty, wtrysk bezpośredni Common Rail | widlasty, wtrysk bezpośredni Common Rail | widlasty, wtrysk bezpośredni Common Rail                                                        |
| Doładowanie silnika:                    | Turbosprężarka                                       | Turbosprężarka                                              | Turbosprężarka                          | Turbosprężarka                                                                        | Turbosprężarka                                              | Turbosprężarka                          | Turbosprężarka | Turbosprężarka | Turbosprężarka                           | Turbosprężarka                           | Turbosprężarka | Turbosprężarka                                                                                  |
| Cylindry/zawory:                        | 4/16                                                 | 4/16                                                        | 4/16                                    | 4/16                                                                                  | 4/16                                                        | 4/16                                    | 4/16 | 4/16 | 6/24                                     | 6/24                                     | 6/24 | 6/24                                                                                            |
| Pojemność silnika:                      | 1968 cm³                                             | 1968 cm³                                                    | 1968 cm³                                | 1968 cm³                                                                              | 1968 cm³                                                    | 1968 cm³                                | 1968 cm³ | 1968 cm³ | 2698 cm³                                 | 2967 cm³                                 | 2967 cm³ | 2967 cm³                                                                                        |
| Maksymalna moc przy liczbie obrotów−1:  | 88 kW (120 PS)/ 4000 do 08/2011: 88 kW (120 KM)/4200 | 100 kW (136 PS)/ 3000–4400 do 02/2014: 100 kW (136 KM)/4200 | 105 kW (143 PS)/ 4200                   | 110 kW (150 PS)/ 4200 110 kW (150 PS)/ 3250–4200 od 03/2014 jako 2.0 TDI clean diesel | 120 kW (163 PS)/ 3000–4200 do 02/2014: 120 kW (163 KM)/4200 | 125 kW (170 PS)/ 4200                   | 130 kW (177 PS)/ 4200                                                                                               | 140 kW (190 PS)/ 3800–4200                                                                                          | 140 kW (190 PS)/ 3500–4400               | 150 kW (204 PS)/ 3500–4500               | 176 kW (240 PS)/ 4000–4400 | 180 kW (245 PS)/ 4000–4500                                                                      |
| Moment obrotowy przy liczbie obrotów−1: | 290 Nm/ 1750–2500                                    | 320 Nm/ 1500–3000 do 02/2014: 320 Nm/1750–2500              | 320 Nm/ 1750–2500                       | 320 Nm/ 1750–2500 320 Nm/ 1500–3250 od 03/2014 jako 2.0 TDI clean diesel              | 400 Nm/ 1750–2750 do 02/2014: 380 Nm/1750–2500              | 350 Nm/ 1750–2500                       | 380 Nm/ 1750–2500                                                                                                   | 400 Nm/ 1750–3000                                                                                                   | 400 Nm/ 1400–3250                        | 400 Nm/ 1250–3500                        | 500 Nm/ 1500–3000 | 500 Nm/ 1400–3250 580 Nm/ 1400–3250 od 05/2013: 580 Nm/1400–3250 w 3.0 TDI clean diesel quattro |
| Rodzaj napędu, standardowo:             | Napęd na przednią oś                                 | Napęd na przednią oś                                        | Napęd na przednią oś                    | Napęd na przednią oś                                                                  | Napęd na przednią oś                                        | Napęd na przednią oś                    | Napęd na przednią oś                                                                                                | Napęd na przednią oś                                                                                                | Napęd na przednią oś                     | Napęd na przednią oś                     | napęd na cztery koła | napęd na cztery koła                                                                            |
| Opcjonalny rodzaj napędu:               | –                                                    | –                                                           | napęd na cztery koła                    | napęd na cztery koła                                                                  | –                                                           | napęd na cztery koła                    | napęd na cztery koła                                                                                                | napęd na cztery koła                                                                                                | –                                        | –                                        | – | –                                                                                               |
| Skrzynia biegów, standardowo:           | 6-biegowa, manualna                                  | 6-biegowa, manualna                                         | 6-biegowa, manualna                     | 6-biegowa, manualna                                                                   | 6-biegowa, manualna                                         | 6-biegowa, manualna                     | 6-biegowa, manualna                                                                                                 | 6-biegowa, manualna                                                                                                 | 6-biegowa, manualna                      | 6-biegowa, manualna                      | 6-biegowa, manualna | 6-biegowa, manualna                                                                             |
| Skrzynia biegów, opcjonalnie:           | –                                                    | –                                                           | multitronic                             | multitronic                                                                           | –                                                           | –                                       | multitronic/ 7-biegowa S tronic multitronic dla napędu na przednią oś, 7-biegowa S tronic dla napędu na cztery koła | multitronic/ 7-biegowa S tronic multitronic dla napędu na przednią oś, 7-biegowa S tronic dla napędu na cztery koła | multitronic                              | multitronic                              | 7-biegowa S tronic .0 TDI quattro do 08/2009 ze skrzynią 6-biegową tiptronic; 3.0 TDI clean diesel quattro do 11/2011 ze skrzynią 6-biegową tiptronic | 7-biegowa S tronic                                                                              |
| Masa własna pojazdu:                    | 1545–1615 kg                                         | 1550–1610 kg                                                | 1535–1705 kg                            | 1555–1765 kg                                                                          | 1550–1675 kg                                                | 1540–1705 kg                            | 1555–1745 kg | 1615–1775 kg | 1645–1720 kg                             | 1650–1715 kg                             | 1730–1840 kg | 1715–1865 kg                                                                                    |
| Maksymalna ładowność:                   | 550–570 kg                                           | 550–570 kg                                                  | 550–570 kg                              | 550–570 kg                                                                            | 550–570 kg                                                  | 550–570 kg                              | 550–570 kg | 550–570 kg | 550–570 kg                               | 550–570 kg                               | 550–570 kg | 550–570 kg                                                                                      |
| Przyspieszenie od 0–100 km/h:           | 10,5–11,2 s                                          | 9,3–9,8 s                                                   | 9,1–10,3 s                              | 9,1–9,7 s                                                                             | 8,3–8,7 s                                                   | 8,3–8,9 s                               | 7,8–8,4 s | 7,3–8,3 s | 7,7–8,2 s                                | 7,1–7,9 s                                | 6,1–6,6 s | 5,9–6,3 s                                                                                       |
| Prędkość maksymalna:                    | 197–205 km/h                                         | 205–215 km/h                                                | 200–216 km/h                            | 200–216 km/h                                                                          | 216–225 km/h                                                | 213–230 km/h                            | 210–230 km/h | 222–240 km/h | 220–239 km/h                             | 230–244 km/h                             | 236–250 km/h | 237–250 km/h                                                                                    |
| Średnie zużycie paliwa na 100 km:       | 4,5–5,3 l ON                                         | 3,9–4,9 l ON                                                | 4,5–6,2 l ON                            | 4,4–5,8 l ON                                                                          | 4,2–4,5 l ON                                                | 5,1–6,4 l ON                            | 4,6–6,0 l ON | 4,5–5,2 l ON | 6,0–6,6 l ON                             | 4,9–5,2 l ON                             | 6,6–7,2 l ON | 5,7–6,2 l ON                                                                                    |
| Średnia emisja CO CO2:                  | 117–140 g/km                                         | 104–129 g/km                                                | 119–164 g/km                            | 114–152 g/km                                                                          | 109–120 g/km                                                | 134–169 g/km                            | 120–156 g/km | 117–137 g/km | 159–176 g/km                             | 129–135 g/km                             | 173–189 g/km | 149–161 g/km                                                                                    |
| Norma emisji spalin wg klasyfikacji UE: | Euro 5                                               | Euro 6 do 02/2014 Euro 5                                    | Euro 5                                  | Euro 5/Euro 6 Euro 6 w wersji clean diesel                                            | Euro 6 do 02/2014 Euro 5                                    | Euro 5                                  | Euro 5 | Euro 6 | Euro 5                                   | Euro 5                                   | Euro 5/Euro 6 Euro 6 w wersji clean diesel | Euro 5/Euro 6 Euro 6 w wersji clean diesel                                                      |

## Piąta generacja

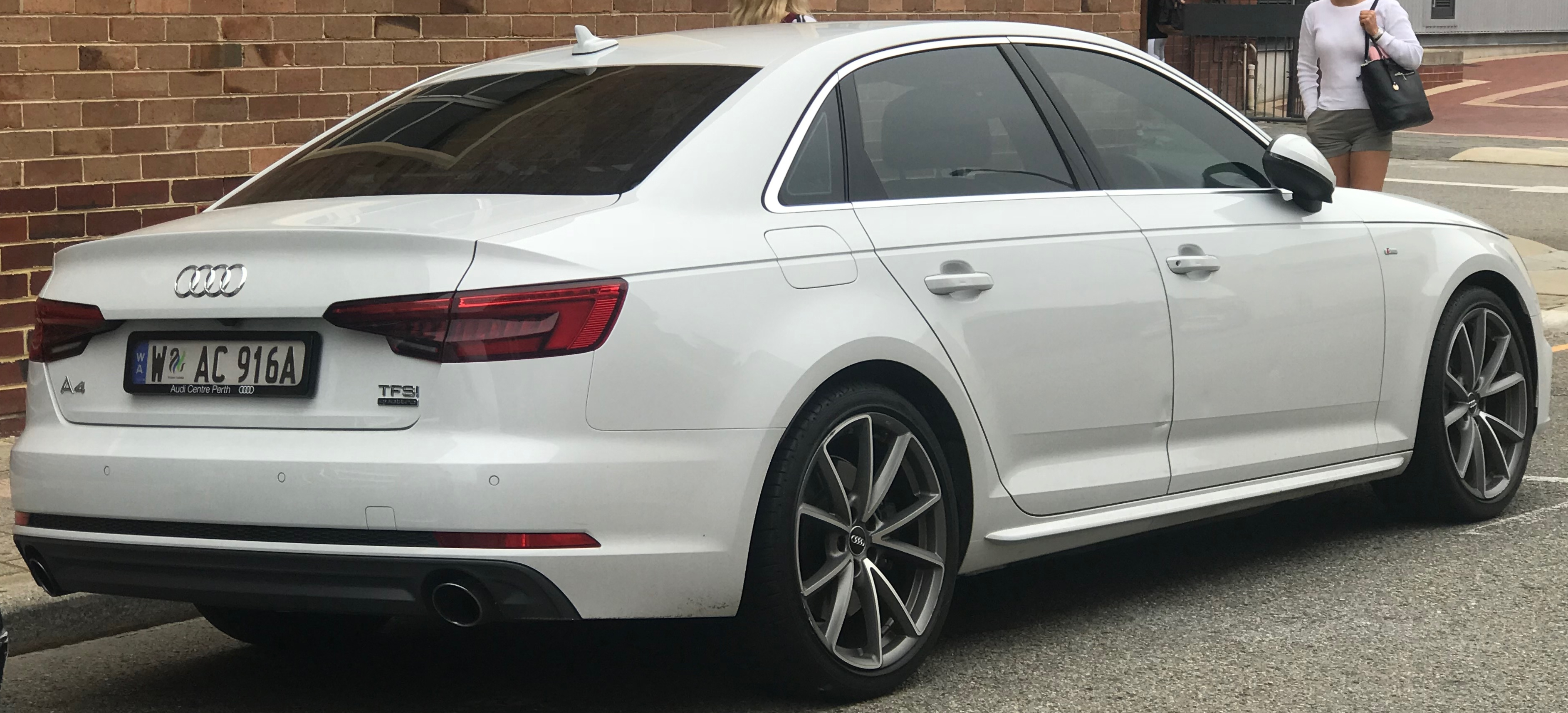
Audi A4 V (B9) – tył

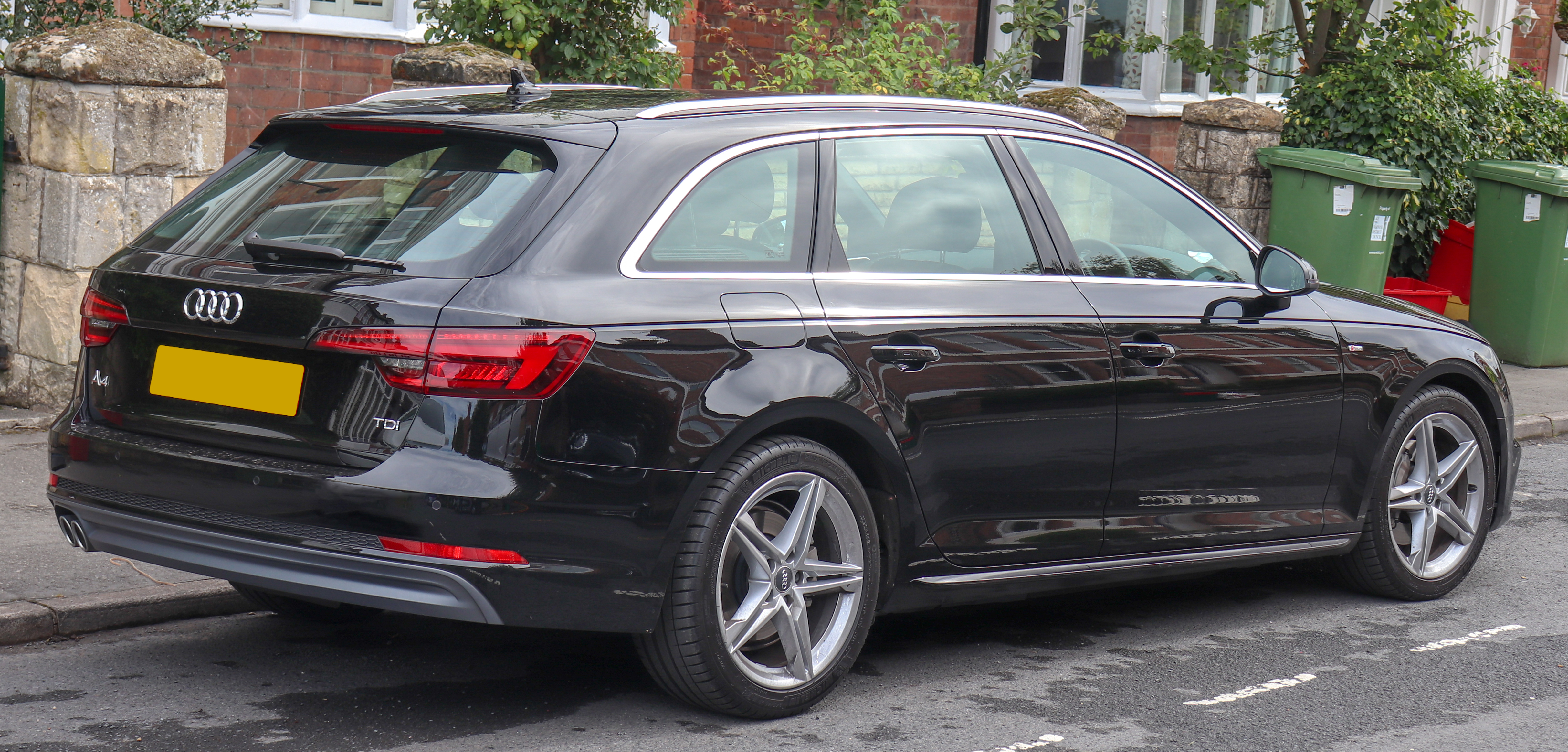
Audi A4 V Avant (B9)

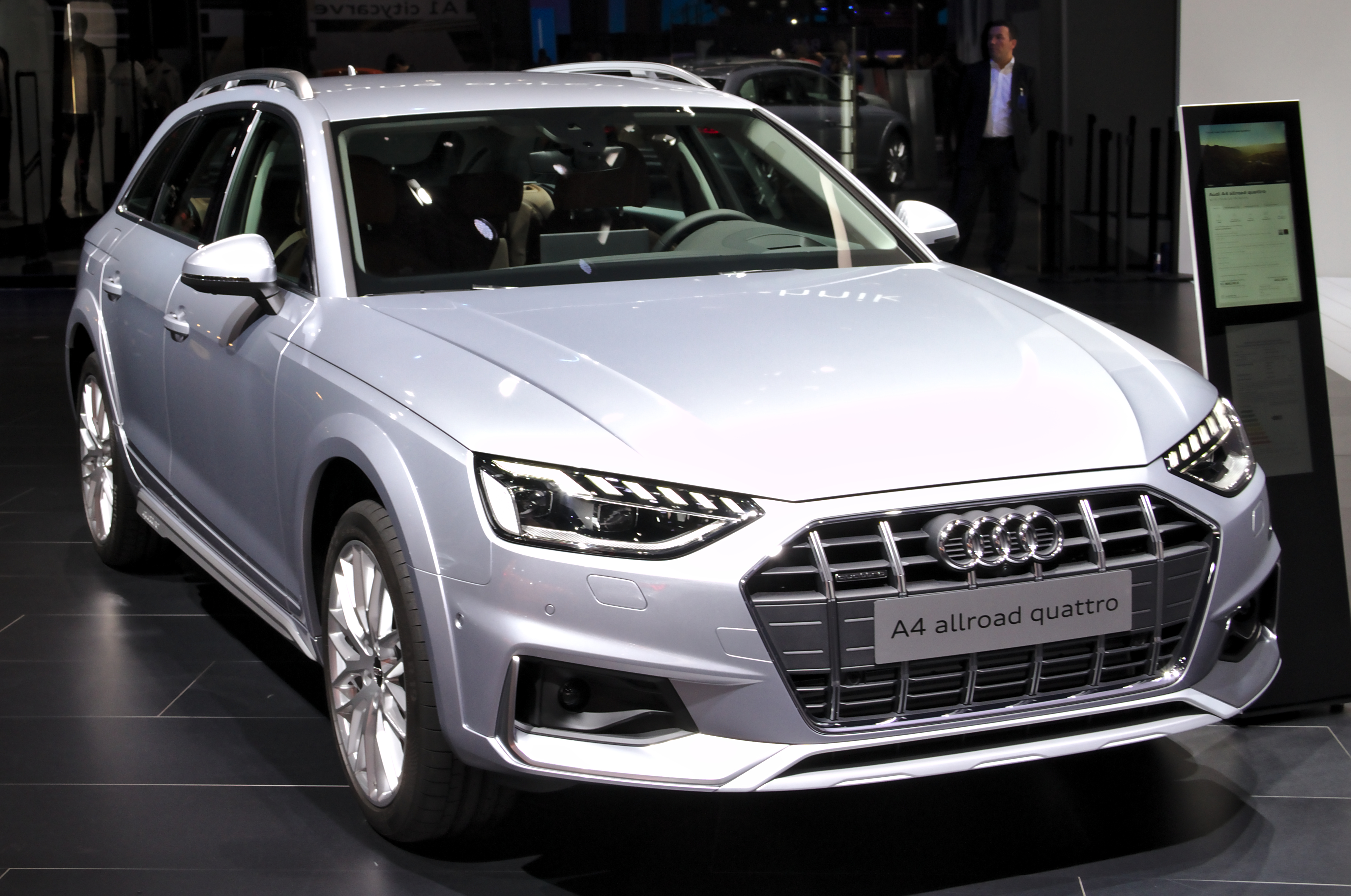
Audi A4 V Allroad (B9) po liftingu

Audi A4 V zostało zaprezentowane po raz pierwszy w połowie 2015 roku.
A4 piątej generacji oznaczone symbolem B9 zostało zaprezentowane w czerwcu 2015 roku, natomiast światowa, publiczna premiera została zaprezentowana jesienią we Frankfurcie. Samochód zaprojektowano od podstaw, choć jego sylwetka ma podobny kształt i zbliżone rozmieszczenie np. lamp czy linię okien. A4 V urosło, ale jednocześnie spadła masa własna, w zależności od wersji nawet o 120 kg. Nadwozie dopracowano pod kątem oporu powietrza.
W 2016 roku zaprezentowano przedłużoną wersję A4L przeznaczoną na rynek chiński.
Nowa generacja A4 i A4 Avant początkowo będzie wyposażana w jeden z siedmiu silników: trzech TFSI i czterech TDI (o czterech i sześciu cylindrach). Silniki są mocniejsze niż wcześniej, jednak mają zużywać mniej paliwa.
Na salonie we Frankfurcie po raz pierwszy pokazano również usportowioną wersję S4. Samochód napędzany jest doładowanym silnikiem 3.0 V6 TFSI o mocy 354 KM.
W maju 2019 roku Audi przedstawiło A4 V po gruntownej modernizacji. Zmieniono większość paneli nadwozia. Pojawił się nowy przód z przemodelowanym kształtem reflektorów i zmieniono kształt grilla na wzór innych nowych modeli marki. Zmieniono też kształt tylnych lamp, które połączyła chromowana poprzeczka, a także pojawiły się nowe przetłoczenia na linii bocznej pojazdu. Zmodernizowany model trafił do sprzedaży jesienią 2019 roku.